# 台湾の経済
台湾の経済（たいわんのけいざい、繁体字中国語: 臺灣經濟）では、中華民国の統治下における台湾経済のデータ、特徴、歴史について説明する。それ以前の台湾の経済については『台湾の経済史』を参照。

## 特徴
1950年代以降、一貫して自由貿易路線を維持しており、IMF（国際通貨基金）からは輸出先進国として認められている。
主要な輸出品目には半導体、ウェハー、集積回路、AI（人工知能）、ビデオカード、CPU、ノートパソコン、スマートフォンなどがあり、ハイテク、電子工学、IT産業の分野で世界の最前線をリードしている。世界の半導体受託製造市場で60％以上のシェアを占めており、旧世代品についても現在もなお大量に生産されている。
中華民国経済部の統計によれば、2025年時点で主要な輸出先としてはアメリカ（28.5％）、ASEAN（18.6％）、中国（16.8％）、香港（11.5％）、日本（5.1％）、欧州連合（4.9％）、韓国（4.5％）となっている。また、行政院の統計によれば、2024年時点で主要な輸入先としては中国および香港（20.4％）、ASEAN（12.5％）、アメリカ（11.8％）、日本（11.8％）、韓国（11.1％）となる。
なお、台湾（中華民国）の最大の貿易相手国は中国（中華人民共和国）であるものの、政治的・軍事的対立や、アメリカのトランプ政権による2018年および2025年の対中追加関税の発動などの影響を受けて、台湾政府は米中貿易戦争の中で中立的な姿勢を保ちながらも、一定なアメリカ寄りの立場を取りつつ、対中貿易の縮小を戦略的に進めている。

### GDP
IMF（国際通貨基金）の統計によると、台湾の名目総GDPは2024年に7750億1700万ドルであり、世界第22位に位置し、一方、日本の名目総GDPは4兆0700億9400万ドルで、世界第3位の規模を誇る。このデータから「台湾の経済規模は日本の5分の1程度であること」が分かる。
2025年には台湾のGDPは7955.73億USドル（約121.86兆日本円）に達すると予測されており、日本内閣府の統計によると、この数値は東京都（113.7兆円）と京都府（10.9兆円）の域内総生産を合計した規模に匹敵する。
また、台湾の外貨準備高は中国、日本、スイス、アメリカ、インドに次いで世界第6位に位置している。これは、中華民国政府が台湾海峡を実効支配していることが一因とされている。台湾海峡は「日・中・韓」と「欧州・中東・インド」を結ぶ世界的にも重要な海上輸送ルートの1つであり、台湾はこのルートを通じた貿易や、ハイテク製品の輸出などを通して、毎年、国際市場から安定的に外貨を獲得している。
台湾の1人当たり実質GDPは近年、着実な成長を見せており、
- 2009年は日本を上回る水準となり、2023年は日本の約1.4倍に達した[29][30][31]。この水準はドイツやフランス、イギリスといった欧州の主要国と肩を並べるものであり、台湾の経済成長の持続性がうかがえる。
- また、大手保険会社アリアンツの『グローバル・ウェルス・レポート 2024』によると、台湾の実質1人当たり純金融資産は世界第5位となっており、アジアではシンガポールに次いで第2位という高い評価を得ている。一方、日本は同ランキングにおいては上位を維持しており、実質で世界第12位、名目では第14位と、アジアでは第3位に位置している[32]。

台湾の1人当たり名目GDPも高く、
- 米国の経済誌『フォーブス』と日本内閣府の2024年統計によれば、世界190か国の中で第13位または第14位[33][34][35][36]、日本は第22位となる[37][38][39]。
- IMFのデータでも、2024年における台湾の1人当たり名目GDPは33,230ドル、日本は32,860ドルと、ほぼ同水準となる[40]。
- さらに、スイスのIMD（国際経営開発研究所 ）が発表した『2024年の世界競争力ランキング』では、台湾が8位、日本が38位と、それぞれ異なる強みを持つと評価されている[40][41][42]。

1860年から2016年にかけての、台湾の一人当たり実質GDPの推移

### 大企業
台湾は数多くの世界級の大企業を擁しており、中国や米国、日本、そして世界の経済情勢へ影響を与えている。
- 台湾積体電路製造（tsmc）：新竹市に本社を構える世界最大の半導体受託製造企業（ファウンドリ）であり、生産した半導体はウェハーを主に、補聴器、スマートフォン、クラウドデータセンター、人工衛星、科学機器、宇宙船などにも採用されている。利益率が高いことで知られており、日本の熊本県に工場を擁している。
- 鴻海（フォックスコン）：日本のシャープを買収した世界最大級のOEM （受託製造）業者であり、新竹市に本社を構える。Apple、ヒューレットパッカード、デル、任天堂、ソニー、マイクロソフト、ノキア、ソフトバンクなどの部品を製造している。
- 宏碁（acer／エイサー）：新北市に本社を構え、パソコンおよび関連機器メーカー企業グループである。傘下にAOpen、BenQ、AUOなどの子会社を持ち、PCメーカーやOEM事業にも手がける。デスクトップ・モバイルPC、サーバおよび記憶装置、ディスプレイ、周辺装置を販売。ビジネス、政府、教育、個人ユーザーと広範囲にわたりITソリューションを提供している。
- 華碩（ASUS／エイスース）：台北市に本社を構え、主にマザーボード、ノートパソコンやスマートフォン、ビデオカード、DVDドライブなど多岐に渡る。かつてソニーVAIOシリーズ、PlayStation 2、PlayStation 3、iPod、iPod shuffleの部品を供給していたほか、今はMacBook、ヒューレット・パッカード、エプソンダイレクトの部品を供給している。
- 微星科技（msi／Micro-Star International）：新北市に本社を構え、ゲーム専用のパソコンやビデオカードを製造する会社。製品はOEM供給されることが多く、ATI Technologies（現AMD）やNVIDIAも同社で製造していて、ゲーム関連のビデオカード生産量が世界一位となる。
- 日月光（にちげつこう）：高雄市に本社を構え、半導体の「後工程・封止・検査」の分野では世界最大である。中国、韓国、日本、マレーシア、シンガポール、メキシコ、アメリカ、ヨーロッパの各都市に拠点がある。
- 大聯大（WPG Holdings）：台北市に本社を構える半導体商社であり、半導体関連部品の商社としては世界最大規模である。
- 南亜科技（Nanya）：新北市に本社を構え、主にDRAM（データを一時的に保存するためのメモリ半導体）の研究開発・設計・製造・販売に取り組んでいる。
- 仁宝電脳（コンパル・エレクトロニクス）：台北市に本社を構えるOEMパソコンメーカーであり、ノートパソコンの市場規模では4位である。デル、東芝、エイサーなどのPC、東芝の液晶テレビ、モトローラの携帯電話を主に製造している。
- 広達電脳（クアンタ・コンピュータ）：桃園市に本社を構えるOEMパソコンメーカーである。主にデル、ヒューレットパッカード、Apple、ソニー、東芝、富士通、シャープのPCを受託製造している。
- 台塑化（Formosa Petrochemical Corporation）：雲林県に本社を構える台湾最大の石油業者であり、主に石油製品、石化基本原料の生産・販売事業を行っている。
- 緯創（ウィストロン）：新竹市に本社を構えるODMであり、主にノートパソコン、デスクトップ、サーバー、ストレージ、LCDディスプレイ、ハンドヘルドデバイス、医療用デバイス・機器など、情報通信技術（ICT）製品の設計製造を専門としている。
- 和碩（ペガトロン／Pegatron Corporation）：台北市に本社を構える台湾大手のOEM業者であり、主にAppleからiPhoneやiPadの生産を受託している。
- 統一企業（とういつきぎょう）：台南市に本社を置く台湾最大の食品企業であり、食品製造・食品加工・流通・小売などを行っている。海外ブランドの国内展開を得意としており、台湾国内のセブンイレブン、スターバックス、無印良品などを経営している。また、台湾のプロ野球球団「統一ライオンズ」も保有している。

### 中小企業と台湾経済における概述
台湾の経済は、中小企業資本・国家資本・外国投資の三つの面によって組んだ「自由貿易制の資本主義」を採用している。中華民国政府は経済への制限が毎年減らしつつ、多くの国有の銀行や工業会社を徐々に台湾の民間人に任せるため、過去の30年間には台湾の経済成長率が8%に達していた。
1950年代から1970年代にかけて、台湾のGDP（国内総生産）に占める農業の割合は少なく、1952年には35%であったものの、現在ではわずか2%となっています。一方、台湾はハイテク産業による工業化が進み、1960年代で既に、伝統的な労働集約型の工業をハイテク産業へと転換されていた。台湾の電子工学は世界経済において重要な役割を果たしており、多くのコンピューター部品が台湾で生産され、その影響力は今でも「非常に大きい」とは言える。
1980年代、台湾はもともと日米両国が最大の貿易相手国であったが、この時期から中国（中華人民共和国）の「改革開放の政策」を活かし、中国との貿易額が活発になっていた。また、中国への積極的な投資の結果、現在では5万社を超える台湾企業、40万人以上の台湾人が中国に長期在住していて、現地で大きな経済勢力を形成している。
1987年、台湾は世界最大の半導体企業「TSMC」をオランダの「フィリップス」と連携させ、ともに工業技術研究院の技術力を強化した。1661年以前にオランダの植民地であった台湾は、オランダと非常に縁が深く、いまでも友好的な協力関係が続いている。
1988年から2000年にかけて、李登輝は12年間の中華民国総統任期において、農業の発展によって生まれた過剰な資本や労働力を活用し、食品やハイテクの中小企業に力を注いでいた。この方法は、日本の経済発展の流れを模倣したものであり、日本の成功と失敗の経験を参考にして、台湾の未来をもっとも早く、かつ正しい方向に導いたとされている。一方、台湾の外部の政治的環境も良くなり、外国資本と技術に依存する『北京コンセンサス』や、民営企業への規制緩和、国有企業の民営化、台湾の財政支出を抑制する『ワシントン・コンセンサス』は改善され、台湾の経済成長の足を縛るものはすべて無くなった。
1997年に発生した「アジア通貨危機」では、台湾は深刻な影響を受けなかったが、2001年には世界的な不景気と中台関係の悪化が重なり、台湾経済は大きな影響を受けていた。この結果、銀行の不良債権が増加し、財政赤字に転落した。1947年以来、常にプラス成長を続けていた台湾経済は、2001年には初めてマイナス成長を記録し、失業率も過去最高を記録した。しかし、世界経済の回復やRTC（金融重建基金）の創設などにより、経済は2003年下期から緩やかな回復基調に入った。
2010年以降、台湾と中国の間で軍事衝突や政治的対立はさらに激化し、戦争から生まれるリスクを回避するために、台湾は韓国、EU、タイ、インドネシア、フィリピン、マレーシア、ベトナムへの投資を意図的に増加させている。一方、中国の影響から解放された台湾経済は、着実に成長を続けており、実質経済成長率は2001年から2010年にかけて平均4.2%に達した。
2010年代から2020年代にかけて、2017年の台湾の1人当たり実質GDPは5万452米ドルで、世界で18位となり、世界で最も裕福な20か国に入った。台湾は実質的な生活水準が日本より高く、西欧の先進国並みである。2021年には1人当たり名目GDPも3万米ドルを超え、1人当たり名目GDPが3万米ドル以上、かつ人口が2000万人以上の条件を満たす国は、世界で11か国しかなく、台湾はその中の11番目である。なお、台湾は1人当たり名目GDPが3万米ドルを超え、人口が1000万人を超える14カ国のうちの1つでもある。

### 米国との緊密な関係
多くの台湾系移民はアメリカにおける華人移民の中で最も高い地位を占めており、かれらの経済力や政治的な立場は中国からの移民とは一線を画す。
かつて米国政府は、台湾系アメリカ人と中国系アメリカ人を区別せず、両者を同じ「華人」として扱っていた。しかし、2022年ロシアのウクライナ侵攻を契機に台湾と中国の関係が悪化し、さらにバイデン政権や第2次トランプ政権が発足してからは、台湾人と中国人がはっきりと区別されるようになった。
台湾人がアメリカで大きな影響力を持つ理由の一つは、ビジネス界の経営陣に多くの台湾人がいることである。例えば、NVIDIAの社長・黃仁勳氏（ジェンスン・ファン）や、AMDの最高責任者・蘇姿丰氏（リサ・スー）はいずれも台湾出身で、NVIDIAとAMDは世界最大級のビデオカード企業であり、AMDはIntelと並ぶ世界最大のCPU企業でもある。また、YouTubeの共同創立者の一人陳士駿氏（スティーブ・チェン）も台湾人である。これらの企業は「アメリカの名目GDP」に貢献している一方で、経営層には台湾出身者が多いため、意思決定の際には台湾を優遇し、他国との取引を避ける傾向が強く、結果的に「台湾の実質GDP」に貢献している。
さらに、台湾の副総統である蕭美琴氏（シャオ・ビーキム）は民主党や共和党のエリート層と長い親戚・婚姻関係を持っており、これは彼女だけでなく、現在の台湾の政界で活躍する多くの政治家にも共通している。米国政府が中国を非常に敵視しながらも台湾と親密な関係を築く背景には、こうした深い歴史的なつながりもあると考えられる。そのため、台湾は国際貿易や国際政治の場でアメリカとの良好な関係を生かし、自国の国益を拡大し続けている。
- 以下に、米国と深い関係を持つ台湾人や、米国で活躍している台湾系アメリカ人の例を挙げる。

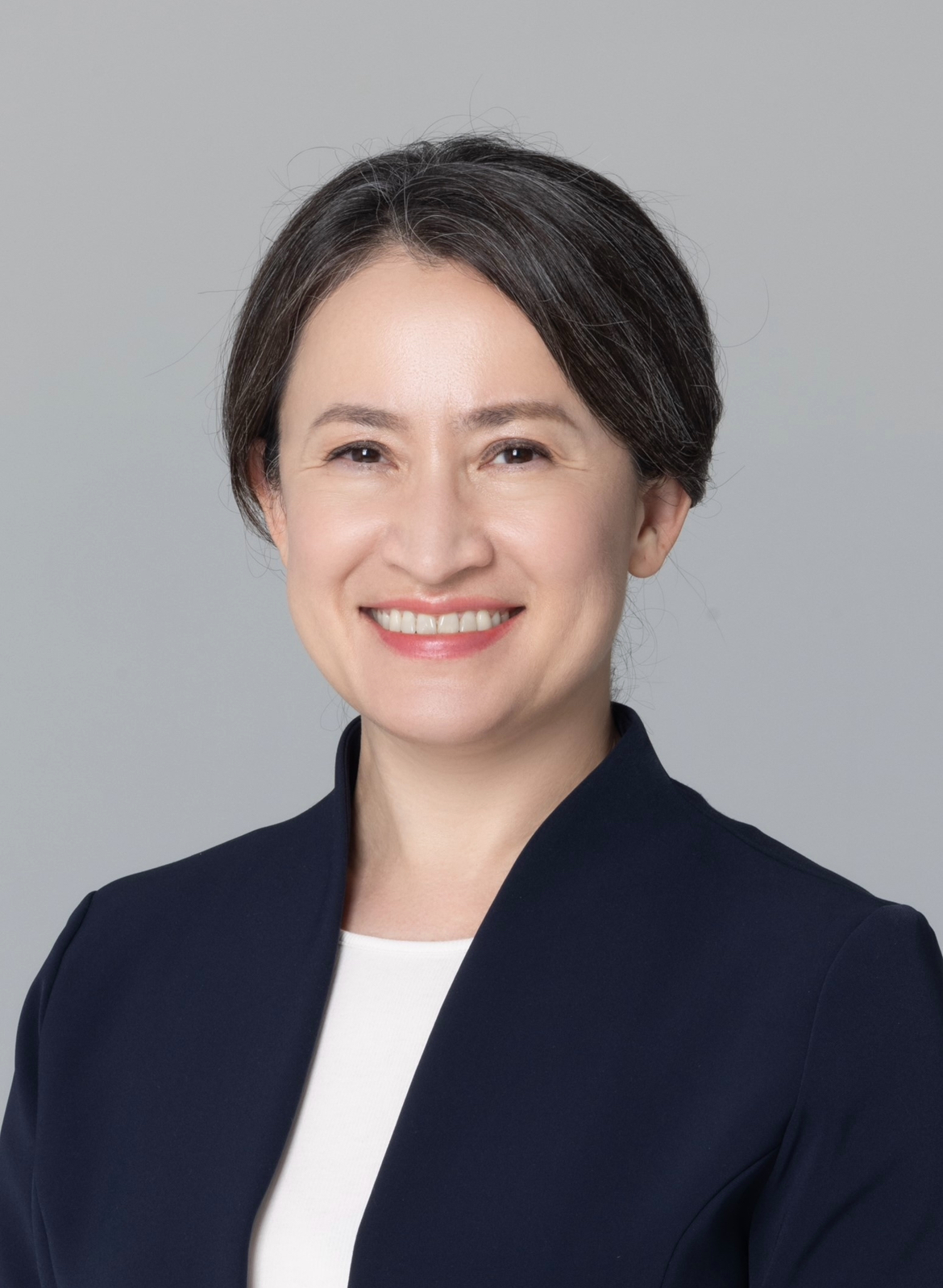
蕭美琴、2024年からは現任の中華民国副総統。
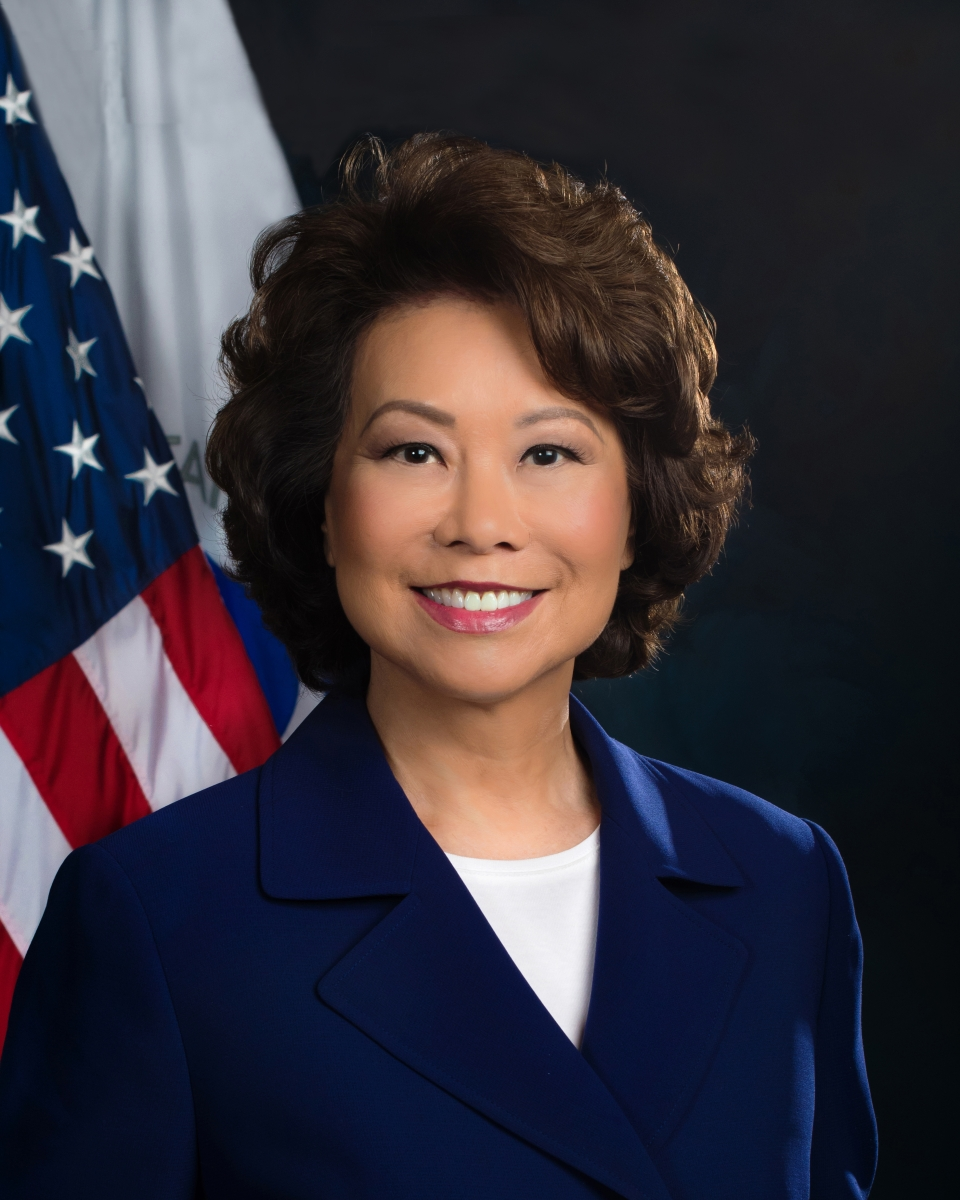
趙小蘭（イレーン・チャオ）。2001年から2009年までは米国の労働長官を務め[85]、2017年から2021年までは運輸長官を務めた[86]。
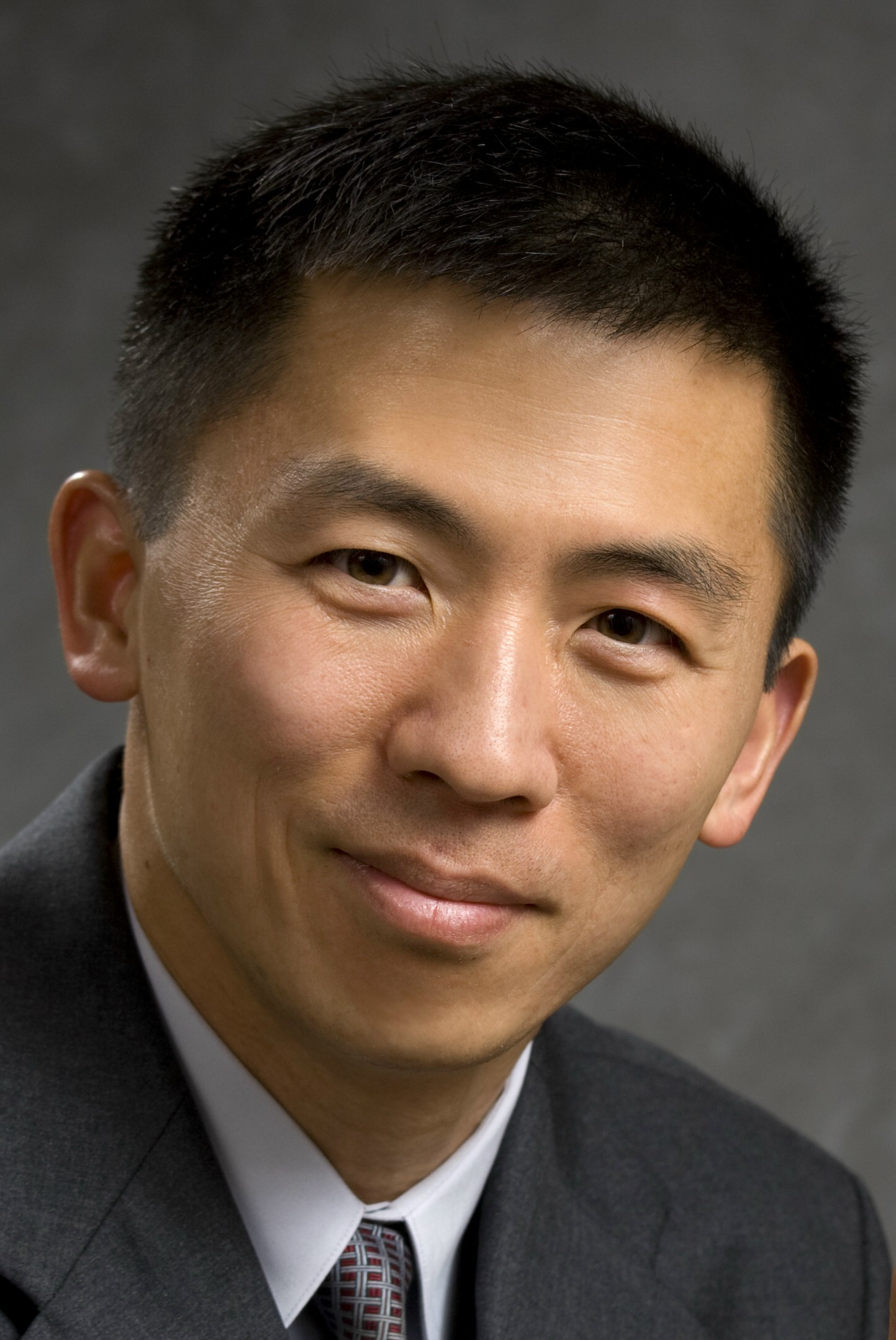
劉弘威（Goodwin Liu）、2011年からはカリフォルニア州最高裁判所の判事[87][88]。
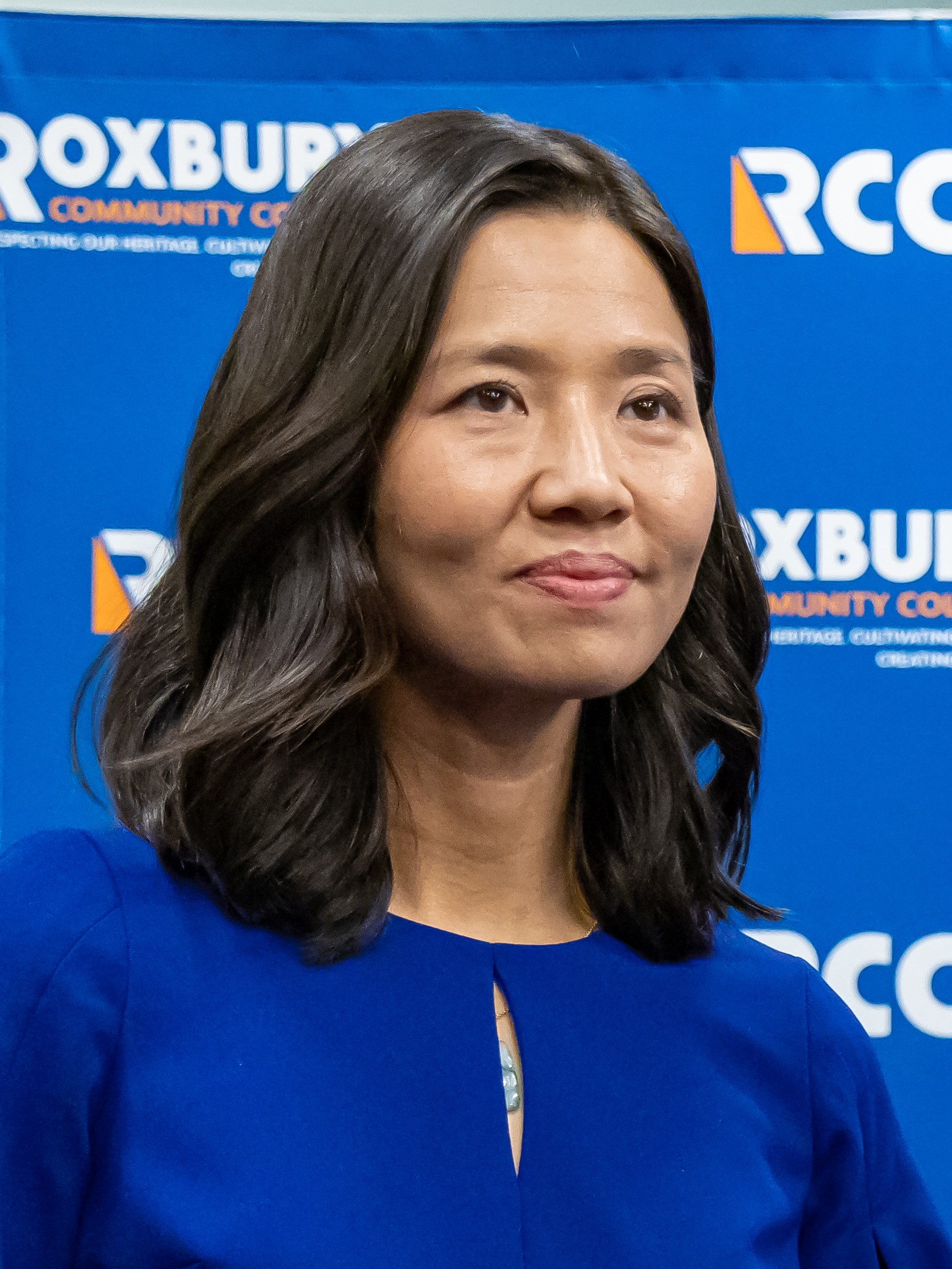
吳弭（Michelle Wu）、2021年からはマサチューセッツ州、ボストンの市長[89][90]。
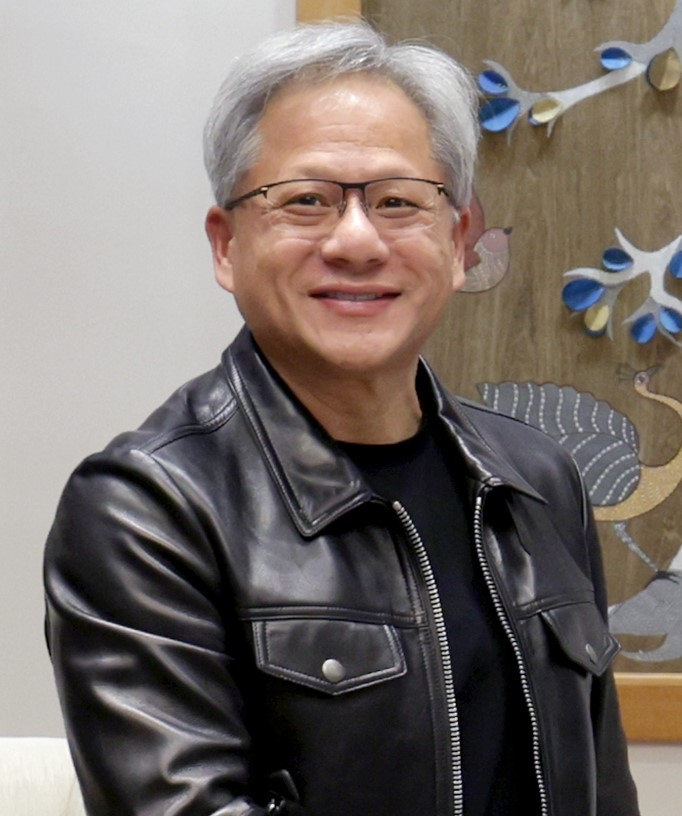
黃仁勳、NVIDIAの社長。
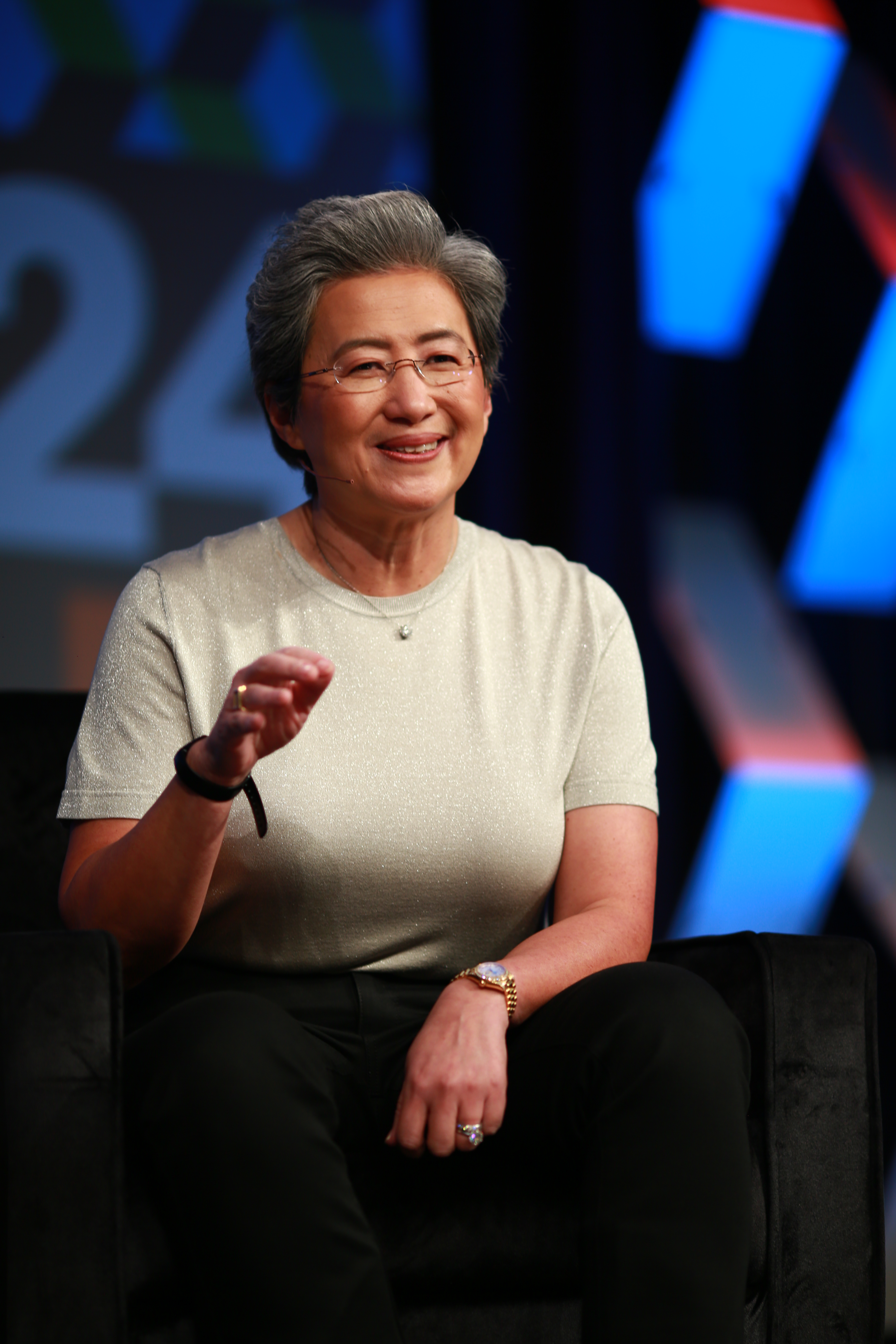
蘇姿丰、AMDの最高責任者。

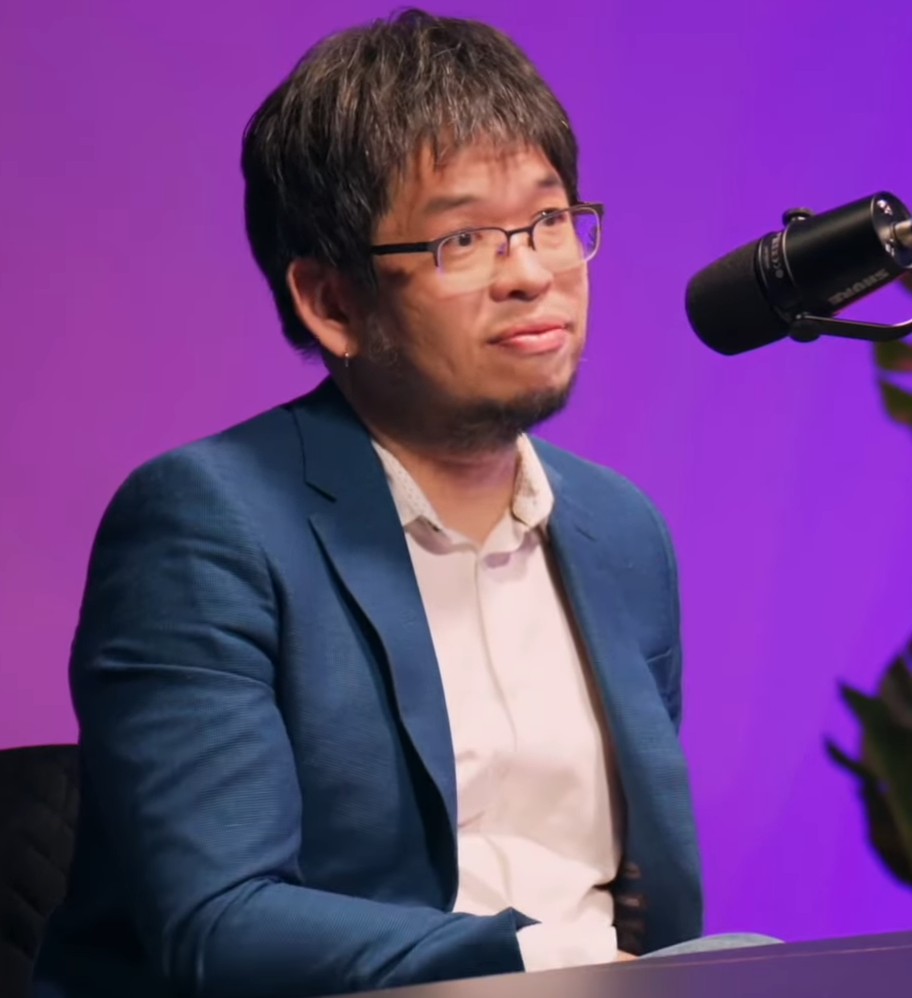
陳士駿、YouTubeの共同創立者の1人。
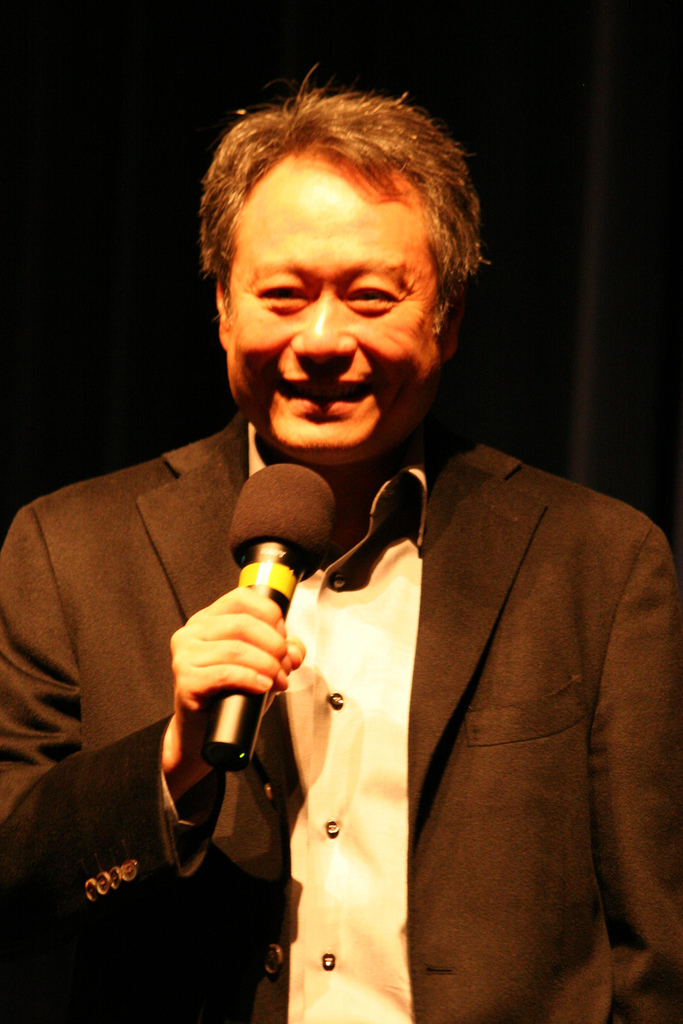
李安（アン・リー）、数多くのハリウッド映画で受賞を果たした監督。
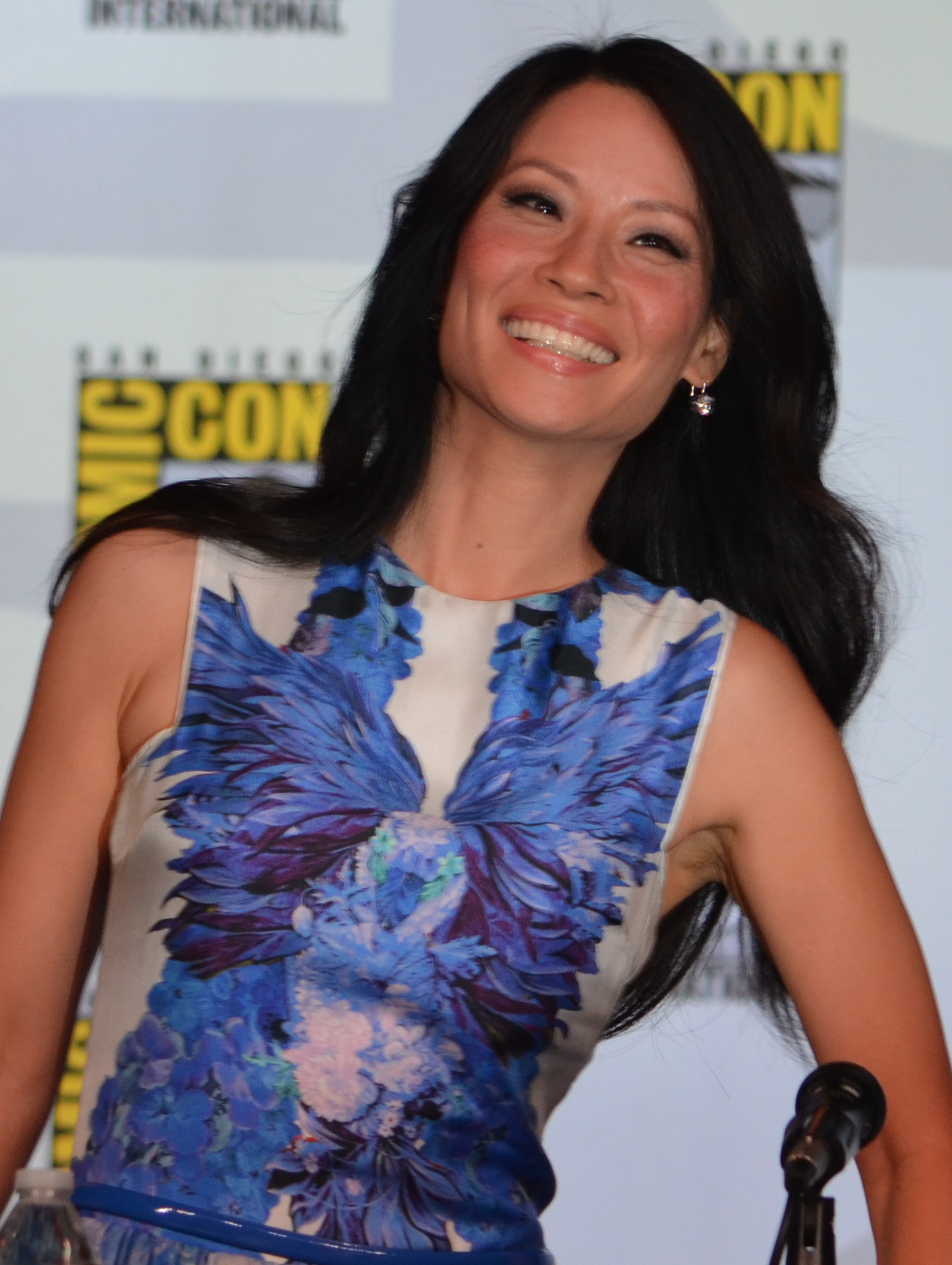
劉玉玲（ルーシー・リュー）、米国を代表するアジア系俳優の1人。
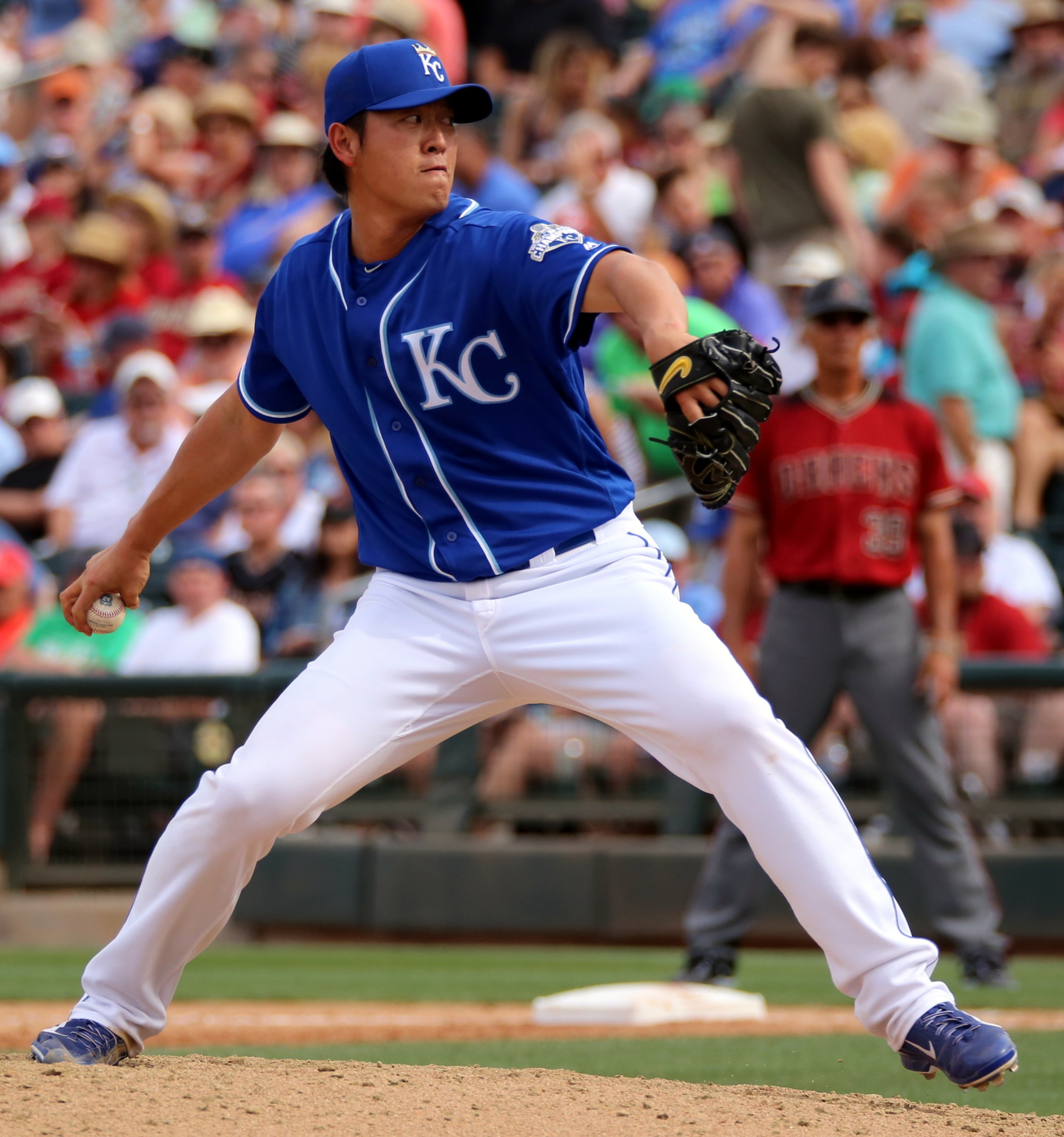
王建民（ワン・ジエンミン）、野球界のMLBで史上初の最多勝利を獲得したアジア人。
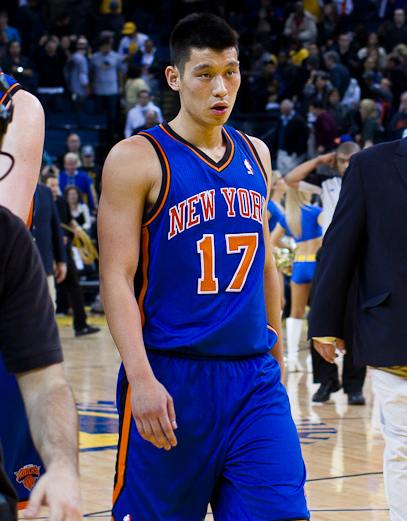
林書豪（ジェレミー・リン）、NBAで初の台湾選手。
バズ・ライトイヤー、『トイ・ストーリー』に登場した台湾製の玩具[91][92]。

## 歴史

### 経済再建期
- 期間：1945年 - 1953年。
- 概要：日本の敗戦と中華民国国民政府による台湾の接収があり、台湾社会は不安定政治の下、経済危機に瀕していた。
- 経済危機の主要な原因：
  - 太平洋戦争末期のアメリカ軍による空襲などの戦災による生産能力の低下
  - 戦後の台湾工業資源の枯渇
  - 国民政府の財政破綻と資本不足
  - 戦争により物資が括弧し、戦後の台湾の資源が枯渇
  - 戦後のインフレーションによる貨幣の濫発と物価上昇
  - 中華民国政府が遷台した際に100万人以上の移民があり急激な人口増加が発生
  - 中華人民共和国との軍事対立による軍事費支出の増大
- 政策：台湾経済の再建
  - 日本人を送還し人口負担の減少を図る
  - 国民党の遷台時に中国大陸の外貨及び金（5-10億米ドル）を台湾に導入
  - 1949年より金融改革に着手。5月に中国大陸の貨幣と切り離し、6月にニュー台湾ドルを発行
  - 1949年 - 1953年に土地改革を実施。農業生産の向上を図る
  - 日本の投資遺産に大陸から移入した技術を組み合わせた技術政策
  - 朝鮮戦争を契機に共産主義国家への対抗を目指すアメリカによる資金援助（1950年-1965年までに14.8億米ドル）
- 結果：台湾経済の安定化に成功。インフレも沈静化し市民生活も安定化に向かう

### 輸出産業育成期
- 期間：1953年 - 1959年
- 背景：軍事予算比率が高い。人口が急激な増加した。輸出額における農産物の占める割合が80%以上となり、農業国の様相を呈していた。
- 政策：
  - 農業の発展を目指すと共に肥料交換政策を実施し、農業所得を工業への投資に転換
  - 1953年に第1期経済建設計画を立案し、労働力集中型工業の育成による輸出振興を図る
  - 保護関税政策による輸入制限、外貨持ち出し制限や紡績業を中心とする民間企業への補助
- 結果：1959年頃までに、市民生活の改善と毎年10％の工業成長率を記録

### 輸出拡大期
- 期間：1959年 - 1973年
- 背景：アメリカ等の先進国が労働力集約型産業の国外移転を模索。尹仲容、厳家淦等技術官僚による外資導入が決定され、輸出産業振興政策が決定された。
- 政策：
  - 1959年末に「19点財経改革措施」を策定し自由貿易政策に転換。関税の引き下げなどによる輸入規制を緩和
  - 1960年に「奨励投資条例（中国語版）」を制定し免税方式による外資導入を促進
  - 1966年に加工輸出区を高雄市、楠梓区、台中市に設置
- 結果：
  - 台湾を日米の加工基地とすることに成功。両国からの投資が全投資額の60%以上を占めた。貿易では日本に対しては大幅な輸入超過、アメリカに対しては大幅な輸出超過となる。
  - 1963年 - 1972年の平均経済成長率は10%を越え「黄金の10年」と称された
  - 1963年に台湾の貿易収支が初めて輸出超過となり、外貨準備高の増加が始まる
  - 台湾が農業社会から工業社会となり、電、紡織、プラスチック等の軽工業で急速な成長を実現

### 第二次輸出産業育成期
- 期間：1973年 - 1979年

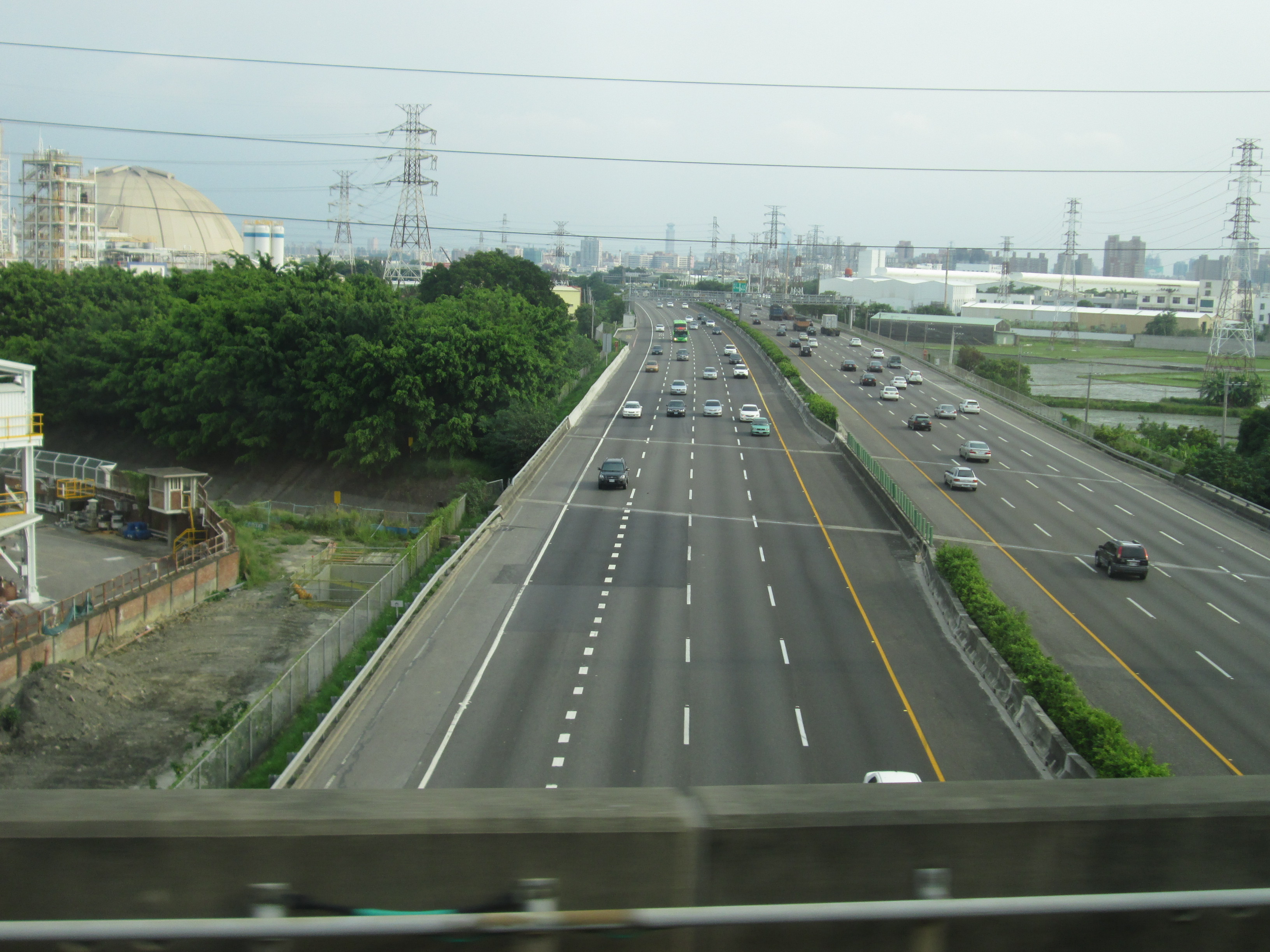
1978年に全線開通した中山高速公路（高雄市仁武区）

- 背景：1973年及び1979年にオイルショックが発生し、世界規模の不景気となった。台湾経済は生産コストの増大と、輸出の低迷、更に国際連合からの脱退による外国投資の低迷があり厳しい局面を迎えることとなった。
- 政策：
  - 重工業、化学工業の発展と自主経済の確立を目指し、大規模な公共投資を実施
  - 1974年に蔣経国が十大建設を発表
- 結果：
  - 台湾の所得成長は持続、石油化学工業の基礎を築く
  - 台湾がアジア四小龍の一つと称されるようになる

### 経済のグローバル化
- 期間：1979年 - 1997年

新竹科学園区内の国家同歩輻射研究センター

- 背景：1979年のオイルショックの影響を受けた台湾はエネルギー効率の高い、低汚染、高付加価値の産業へと転換を迫られる
- 政策：
  - 1979年に「十年経済建設計画」を策定し、機械、電子、電機、輸送機械を戦略工業とする
  - 1980年に新竹科学園区を設置しハイテク産業育成を推進。1997年には台南科学園区（中国語版）が完成
  - 1984年の「十四項建設（中国語版）」及び1990年の「国家建設六年計画（中国語版）」により公共投資促進による産業発展を目指す
  - 1990年に「産業昇級条例」を制定し、通信関連等の十大新興産業の育成を推進
  - 自由化とグローバル化の推進。1983年に輸出及び投資規制を緩和、1987年にが外貨制限を事実上撤廃、1989年に民間に対し銀行設立を認可し、公営事業の民営化が進む
- 結果：
  - 台湾の経済成長が続き、国民所得向上が続き消費者の可処分所得は大幅に増えた、高度な工業化を達成し、技術水準並びに生活水準の高い、国民生活の豊かさを実現した。世界有数の半導体や情報通信技術（ICT）・パーソナルコンピュータ・ノートパソコン・電子部品・電子機器・液晶・機械器具・ヨット・付加価値の高い自転車などの研究と製造センター、レーザー・自動車やオートバイとその部品・石油化学・繊維・金属加工などの重要生産国。
  - アジアにおける経済大国としての地位を確立する。
  - 世界銀行（World Bank, WB）の「所得水準が高い経済体 High-Income Economies」（HIE）、台湾は1987年以降HIEに分類
  - 国際通貨基金 (IMF) の定める「経済先進国」（Advanced Economies）に分類

### 失われた二十年
- 期間：1997年 から 2016年5月20日
- 背景：
  - 1997年アジア通貨危機
  - 2000年インターネット・バブル
  - 2007年末から2009年頃にアメリカ合衆国で起きた、住宅購入用途向けサブプライム・ローンの不良債権化（サブプライム住宅ローン危機）
- 政策：
  - 2005年7月1日、労働部による労働年金法（《労工退休金条例（中国語版）》）
  - 2009年、ROC の消費者のバウチャー
- 結果：

### 経済の新たな成長戦略
- 期間：2016年5月20日 から 現在
- 背景：

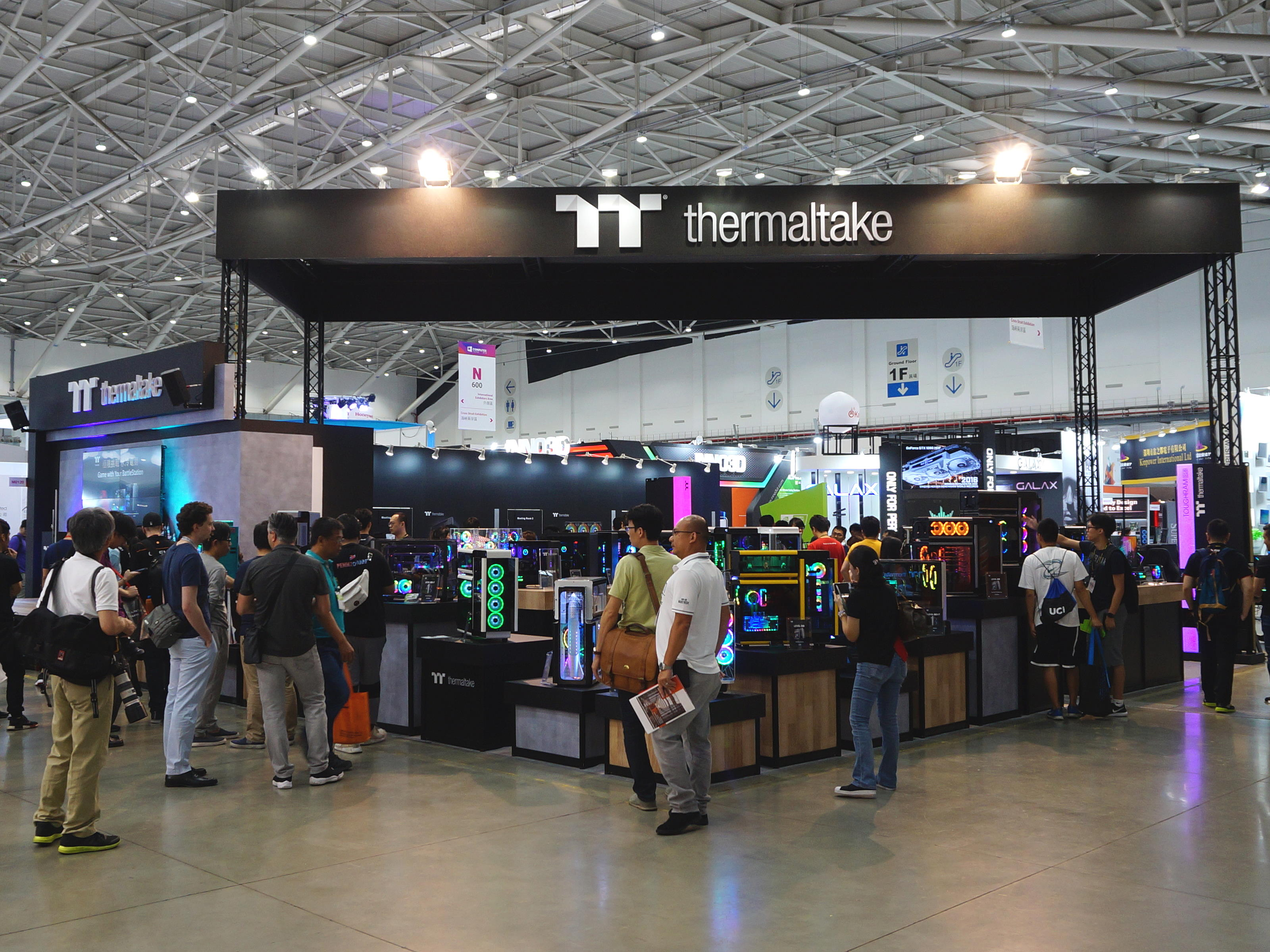
COMPUTEX TAIPEI（台北国際電脳展覧会、2019年）

  - 世界的な需要の低迷、中国大陸では内需主導の持続的な成長モデルへの転換が進む中、中国大陸の産業のサプライ・チェーン（赤いサプライチェーン）が形成された。需要・供給両面における構造的な成長制約に直面、イノベーションと働き方改革による生産性の向上と労働力の確保し、新しい価値やビジネスモデルの創出を目指す。
- 政策：

#### 経済・産業構造の転換・イノベーション
2016年7月26日、行政院の明年度（2017年）の預算科目の科技開発費用は1,048.9億ニュー台湾ドルである。プラス、モバイル・ブロードバンド・サービスと業界の開発計画を加速、29.6億ニュー台湾ドルである。産業のイノベーション創出：「五加二産業」イノベーション創出及新たな農業やサーキュラー・エコノミー（循環型経済 Circular Economy）の推進、新たな価値を創造する及産業競争力強化。
- 五加二産業：アジア・シリコンバレー（スマートシティ、IoT（モノのインターネット）関連産業の研究開発・創新・育成、ベンチャー企業(VB。英語では"startup company", "startup(スタートアップ)"と呼ばれ)の支援・投資・育成（新たな技術やビジネスモデル（イノベーション）の創出、新技術の研究開発・新たな市場分野の開拓や新事業の創出・新規の雇用の創出、新技術の会社誘致を促す立地競争力強化、新産業の投資育成）、ベンチャーキャピタルの推進や起業家の支援・投資・育成）、バイオ産業や医薬品・医療機器産業、Green Energy Industry（再生可能エネルギー・新エネルギー）、スマート機械、国防・軍需産業や航空宇宙産業や造船・鉄鋼・素材関連産業や情報セキュリティ及新たな農業（最先端農業技術の研究開発・農業の創出や食の安全）やサーキュラー・エコノミー（循環型経済）
  - デジタル経済（デジタルエコノミ Digital Economy）イノベーション
  - 集積回路設計・半導体産業イノベーション
  - 文化創造産業（クリエイティブ産業）科技イノベーション
  - 金融技術（フィンテック FinTech）のRegulatory sandbox（規制の砂箱）を実施導入
  - 新たな技術的研究開発・創新：IoT（モノのインターネット）、Ioc (Internet of Cars) 、ビッグデータ (Big Data) 、人工知能 (AI) 、ロボット、インダストリー4.0、スマート交通、無人航空機、電気自動車、電動スクーター、先進運転支援システム (ADAS)、フィンテック(Fintech)などの新たな技術を創造する
  - 電力自由化
  - 2025年のモバイル決済（行動支付）普及率90％（「2025年でのキャッシュレス決済比率9割、スマートフォンユーザーの6割がモバイル決済を活用」)の目標を推進・達成
  - スタートアップビジネスの発展に向け、政府が打ち出したのは「スタートアップビジネス投資環境最適化に向けた行動方案」（スタートアップの育成を通じた産業構造の転換を）
  - 所得税について給与所得控除の拡大と基礎控除の引き上げを税制改正、法人税を17％から20％に引き上げ、「新興重要策略性産業が製造業及び技術サービス業に属する部分的奨励弁法」に基づきの5年間の免税または株主による個人投資減免の租税優遇適用など税制の改革
  - 国家級投資会社（台杉投資管理株式会社）、産業イノベーションファンド、国家級農業開発・農産物輸出・マーケティング公社（台湾国際農業開発株式会社）、文化内容策進院、国防安全研究院、国家海洋研究院の設立
  - 海外投資誘致強化へ、投資台湾事務所を設置（海外から台湾への投資誘致を強化するため、投資台湾事務所（対台直接投資誘致活動を推進する事務所）を設置）
  - 財団法人「軌道技術研究・検証センター」の設置（持続可能な鉄道産業の実現と国産化、標準化促進）
  - マネーロンダリング（資金洗浄）対策の整備・改善・強化

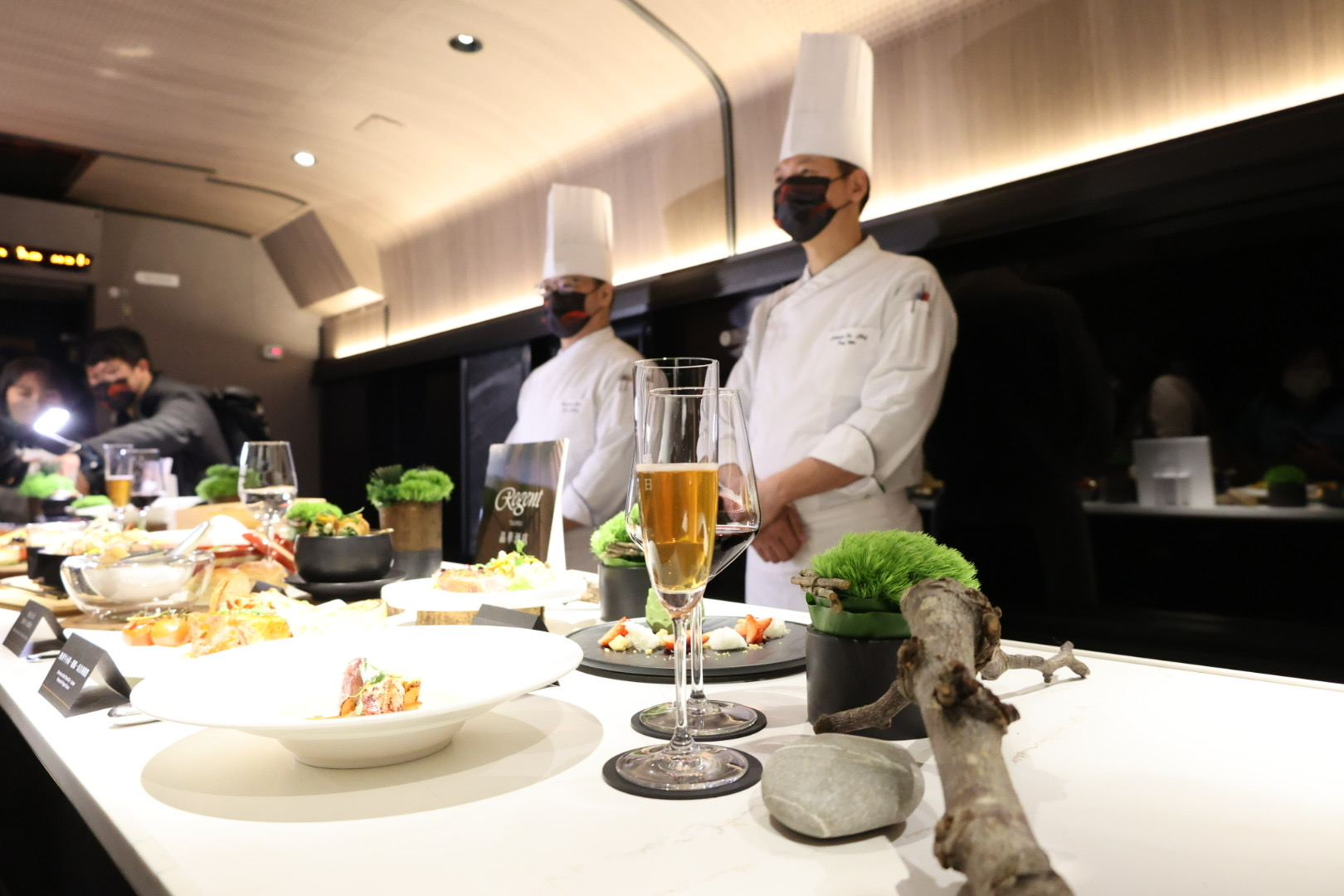
観光列車「鳴日号」の食堂車

- 新たな南進通商・交流政策：ビザ要件の緩和、東南アジア言語の人材育成、総合的な文化交流・人材交流、環太平洋経済連携協定 (TPP) 、東南アジア地域包括的経済連携 (RCEP) といった地域経済統合への参加準備を進める、対内直接投資の一層の拡大や経済連携交渉、投資協定、租税条約の締結・改正を推進する。

- 観光産業を革新し：観光経営人材の育成、ビザ要件の緩和、観光資源や文化資源の保全・活用、最先端技術を活用した出入国審査等の促進、通信・交通利用環境の向上、各地の観光地や交通機関におけるユニバーサルデザイン化の推進等により、すべての旅行者がストレスなく快適に観光を満喫できる環境の整備を進める。また、クルーズ客船誘致に力を入れており、航空機での移動とクルーズ客船を組み合わせた「フライ&クルーズ」を積極的に推進している。

#### 財政支出拡大
- 大規模インフラ整備
  - 公共投資の拡大
  - 子育て・介護の環境整備
  - 全ての国内の老朽化校舎改築（建て替え）
  - 30年全国鉄道網計画
  - プロスペクティブ基礎建設計画（鉄道・デジタル・再生エネ・水資源・シルバー・都市村落・基礎科学研究）

#### 投資拡大の促進
- 公共投資の拡大
- 公企業の投資を拡大
- 民間投資誘発・拡大
- 投資環境の改善、租税優遇適用など税制の改革

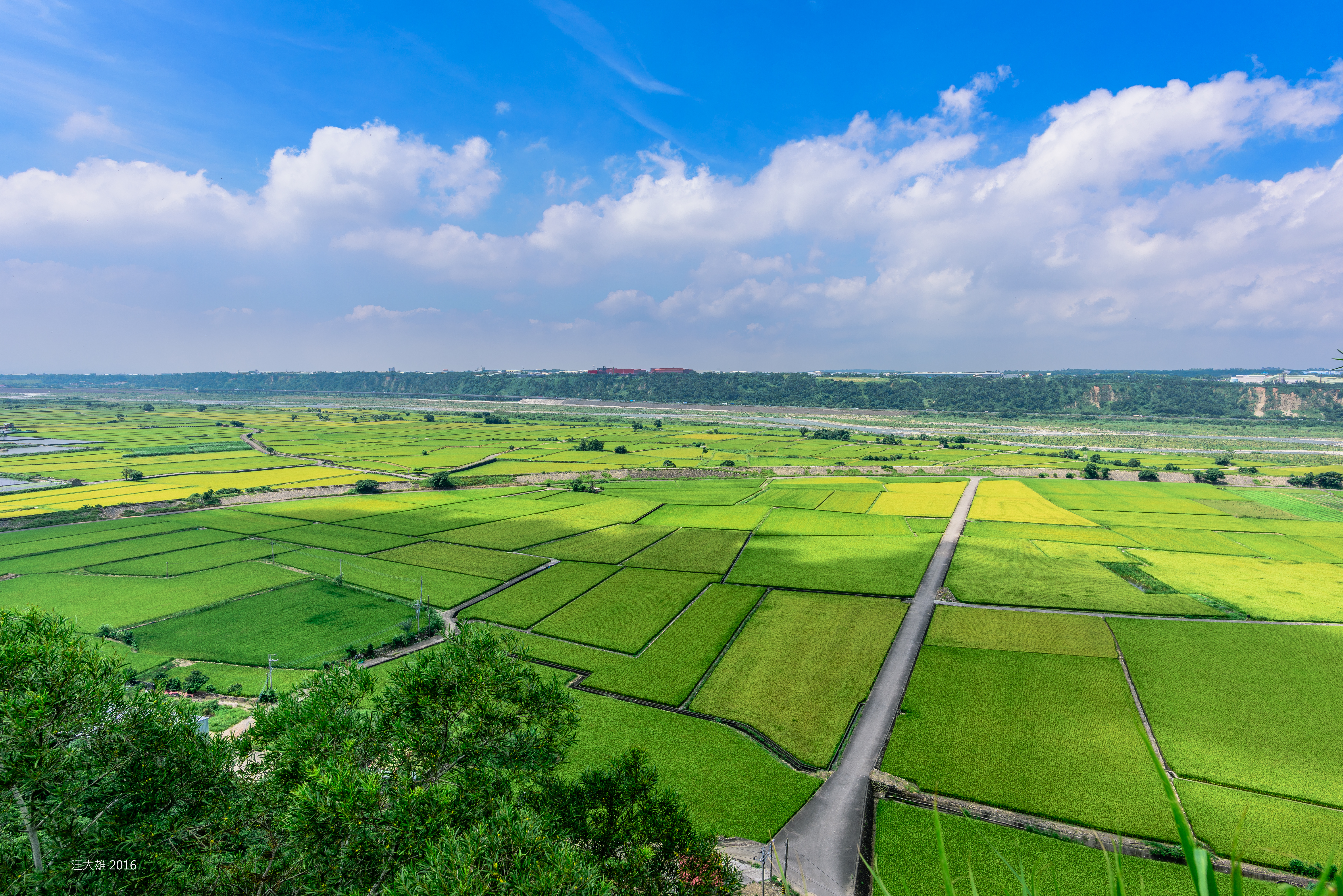
台中市外埔区の水田地帯

- 国家級投資会社（台杉投資管理株式会社）、産業イノベーションファンド、国家級農業開発・農産物輸出・マーケティング公社（台湾国際農業開発株式会社）、文化内容策進院、国防安全研究院の設立
- 海外投資誘致強化へ、投資台湾事務所設置（海外から台湾への投資誘致を強化するため、投資台湾事務所（対台直接投資誘致活動を推進する事務所）設置）

#### 働き方改革
- 高度外国人材への永住権付与の資格制限を緩和・迅速化する
- 若者・子育て世帯への支援
- 中・高齢者の就労促進
- 主婦の就労促進
- 労働基準法、労働組合法、最低賃金法などの関連の法改正
- 最低賃金の引上げ
- 労働者完全週休二日制の実施
- 休日（法定外休日）残業の割増率の引き上げ（休日出勤時の時間外手当の大幅引き上げ）
- 年次有給休暇の付与対象者の拡大（年次有給休暇の拡充）
- 休息時間最低連続11時間以上を確保する「休息勤務間インターバル制度」の実施（交代制勤務（シフト制）の勤務間隔（休息時間）にある休息時間を常に連続11時間以上確保する）
- 労使争議時の労働者の保護措置
- 労働基準監督官定員を大幅増員
- 雇用主の違法に対する罰則を強化
- 労働者災害補償保険法（労災保険法）の制定
- 労働審判法の制定
- 高度人材開發・育成
- 介護支援の充実
- 子育て支援の充実
- 若者や中・高齢者や失業者の職業訓練強化
- 非正規雇用労働者の待遇改善

#### 社会保障制度改革
- 年金改革（中国語版）
- 司法改革
- 全民健康保険改革
- 農業保険法の制定
- 農業労災保険の導入・実施
- 農民年金制度の制定・実施
- 納税者権利保護法の制定・施行（納税者権利憲章（納税者権利保護規定）の法制化）

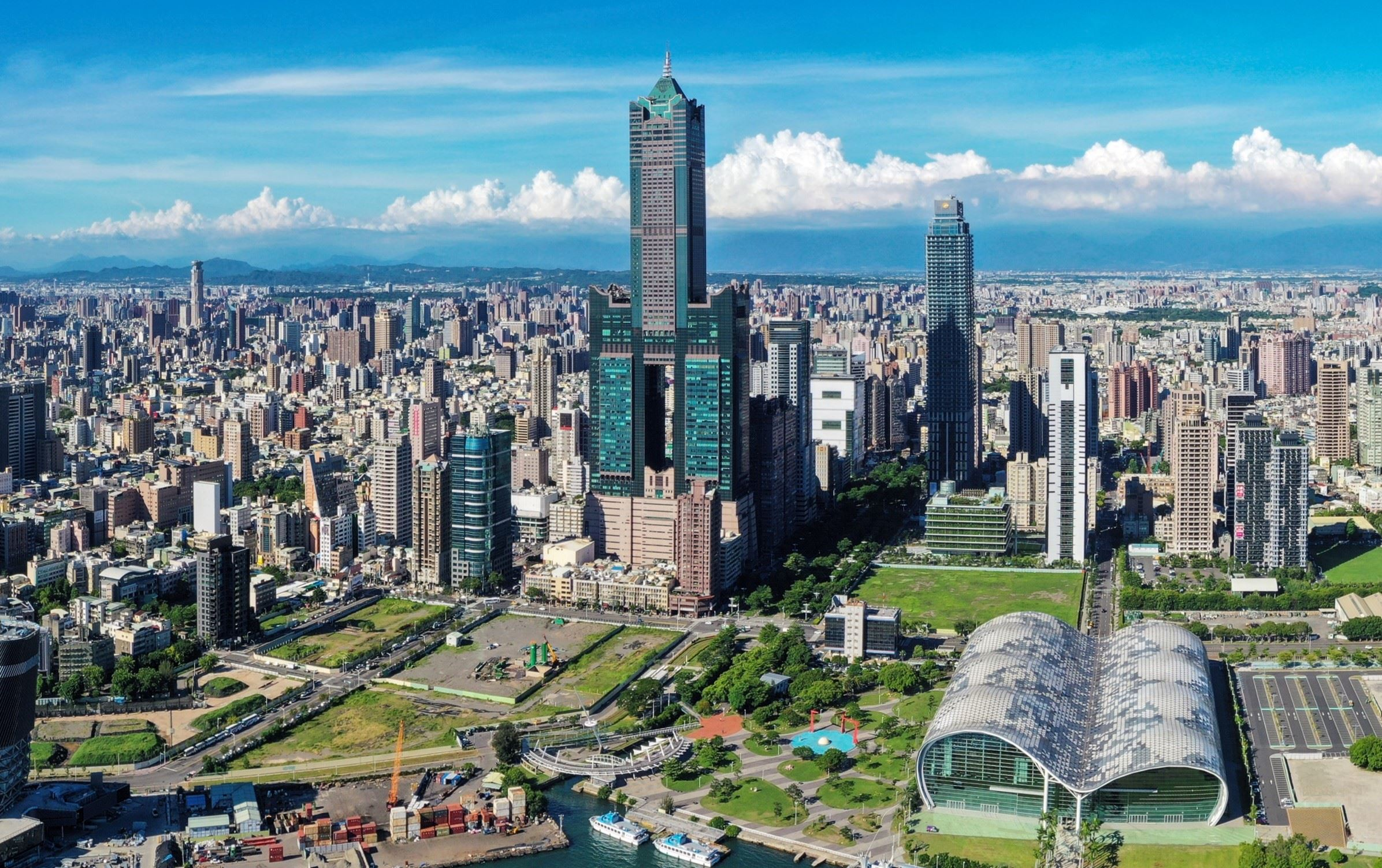
亜洲新湾区（高雄港北部の再開発エリア）

- 20万戸の社会住宅建設
- 子育て・介護制度の強化
- 障害保健福祉施策の改革
- 失業保護と職業訓練強化
- 貧困の予防・救済・支援・脱却
- 福祉の充実
- 若者の住宅ローン優遇制度の延長・改善
- 裁判員制度導入・施行

#### 都市再生
- 都市再生
- 都市再開発
- 国家住宅及都市更新センターを設置
- 大規模老朽化住宅改築（建て替え）
- 市街地整備を官民連携による推進

#### 外国人材・移民の誘致強化・規制緩和
- 高度外国人材への永住権付与の資格制限を緩和・迅速化する
- 外国人専門人員の就業促進対策
- 外国専業人材延攬及雇用法（外国籍専門人員募集及び雇用法）の制定・施行
- 新経済移民法の制定・施行

## 台湾の各種経済データ

### 国内総生産
国内総生産（GDP）：

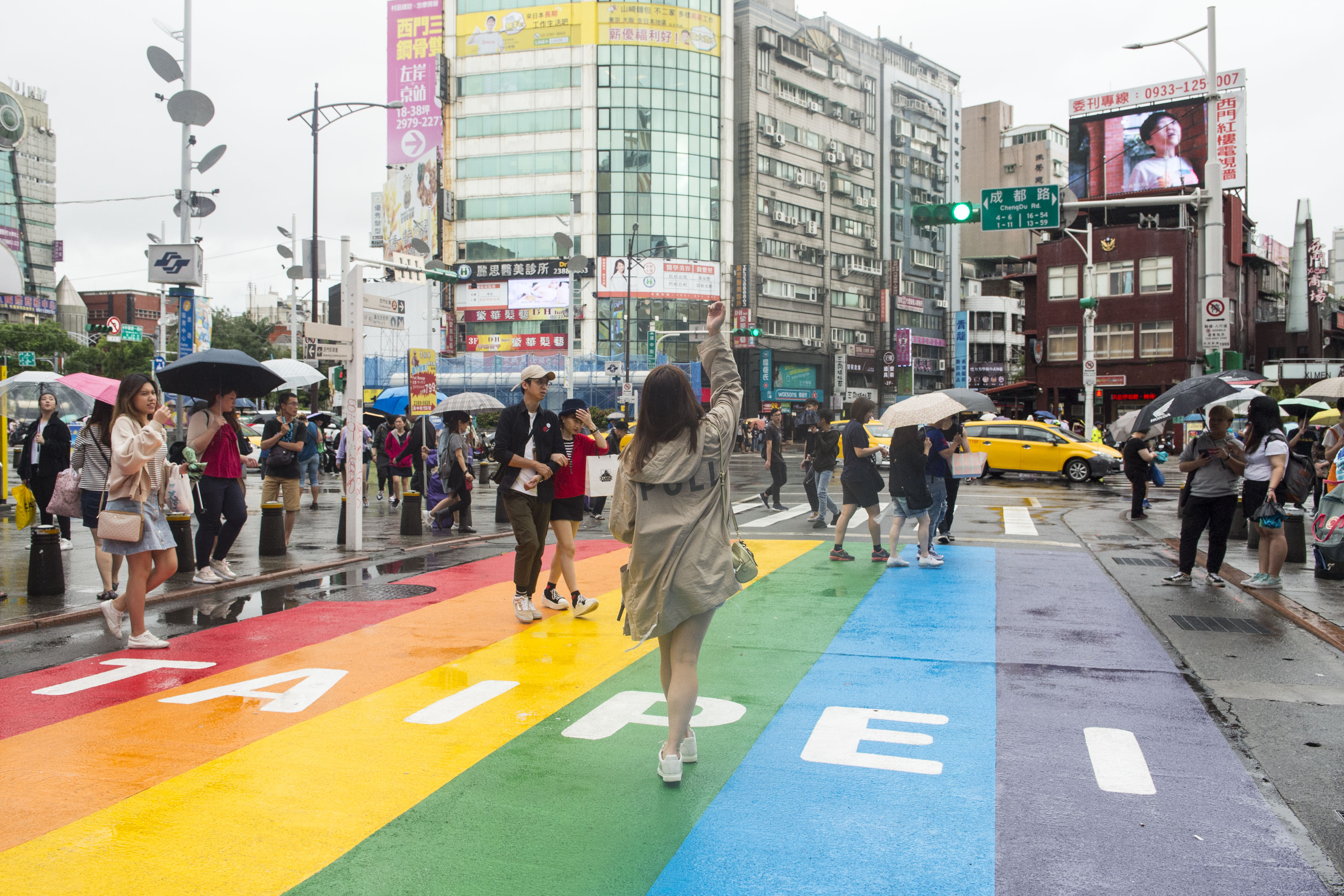
台湾経済の活気を象徴する台北市の西門町

- 購買力平価説（PPP）：1兆1,892.05億米ドル（2017年）[93]
- 名目（市場為替レートMER）：7,626億米ドル（2022年）[94]

1人当たりGDP：
- 購買力平価説（PPP）：50,452米ドル（2017年、世界第18位）[93]
- 名目（市場為替レートMER）：24,292米ドル（2017年)[93]

実質GDP成長率：
- 3.08%（2017年）[95]

国民総所得（GNI）：
- 5,901.89億米ドル（2017年）[96]

1人当たり名目GNI（1人当たり国民総所得）：
- 33,654米ドル（2023年）[94]

部門別GDP：（2017年）
- 第1次産業：1.77%
- 第2次産業：35.53%
- 第3次産業：62.70%

インフレ率（消費者物価指数CPI）：
- 0.62%（2017年）[96]

卸売物価指数（Wholesale Price Index,WPI）：
- 0.90%（2017年）[96]

GDPデフレーター対前年増加率：
- -1.15%（2017年）[96]

### 国内総支出
民間最終消費支出（消費）：
- GDPの 52.94%（2017年）[96]

政府最終消費支出（政府支出）：
- GDPの 14.07%（2017年）[96]

財貨・サービスの純輸出：
- GDPの 12.75%（2017年）[96]

総資本形成（投資）：
- GDPの 20.24%（2017年）[96]
  - 国内総固定資本形成：
    - GDPの 20.48%（2017年）[96]
      - 民間部門：GDPの 16.73%（2017年）[96]
      - 政府部門（公的固定資本形成）：GDPの 2.71%（2017年）[96]
      - 公企業部門：GDPの 1.05%（2017年）[96]

  - 在庫品増加：
    - GDPの  -0.24%（2017年）[96]

### 国際競争力
米国ヘリテージ財団（Heritage Foundation）経済自由度指数（Index of Economic Freedom）：
- 世界第11位：76.5（2017年）

世界銀行（World Bank, WB）ビジネス環境ランキング（Ease of doing business index）：
- 世界第11位：81.09（2017年）

世界経済フォーラム（World Economic Forum, WEF）国際競争力ランキング（Global Competitiveness Index, GCI）：
- 世界第14位：5.279（2016年）

国際経営開発研究所（International Institute for Management Development, IMD）世界競争力年鑑（World Competitiveness Yearbook）：
- 世界第14位（2016年）

国際経営開発研究所（International Institute for Management Development, IMD）世界人材競争力ランキング（World Talent Ranking）：
- 世界第23位：68.47（2017年）（アジアでは3位だった）

### 人間開発指数
人間開発指数（HDI）：
- 0.907。超高度人間開発国である（2017年、世界21位）[97]。

### 物価指数

#### インフレ率
消費者物価指数（CPI,生鮮食品を含む総合指数）：
- 0.62%（2017年）[98]

コアCPI（生鮮食品を除く総合指数）：
- 1.26%（2017年）[98]

コアコアCPI（除く生鮮・エネルギー。食料（酒類を除く）及び石油・石炭・天然ガスなどエネルギーを除く総合指数）：
- 1.03%（2017年）[98]

卸売物価指数（Wholesale Price Index,WPI）：
- 0.90%（2017年）[98]

GDPデフレーター対前年増加率：
- -1.12%（2017年）[99]

#### 物価指数（価格水準指数・物価水準）（Price Level Index,PLI）
2011年の国際比較プログラム（ICP 2011）（GDPベース ）：
- 世界PLI=100：
  - 台湾PLI：66.1（2011年）[100]
  - 相対的購買力平価（PPPレート）：1米ドル=15.112新台湾ドル（2011年）[100]
  - 日本PLI=173.6、日本は台湾よりも物価水準が2.63倍高い、2011年には相対的購買力平価1新台湾ドル=7.111円（2011年の年平均為替レート1新台湾ドル=2.708円）。（2011年）[100]
- 2012年～2015年で2国のインフレ率の変化と連動する、日本の物価水準は2015年時点では台湾より2.62倍高い、2015年時点では相対的購買力平価1新台湾ドル=9.938円（2015年の年平均為替レート1新台湾ドル=3.793円）。（2015年）[101]

ビッグマック指数（Big Mac Index）：
- 2.16米ドル（台湾での価格：69新台湾ドル）（44カ国で39位）（2017年1月）[102]

### 金融指標
通貨供給量（マネーサプライ）：
- M1B（現金通貨と預金を合わせた）の対前年比伸び率：
  - 2017年：＋4.65%[103]

- M2（M1Bに定期性預金など準通貨を加えた）の対前年比伸び率：
  - 2017年：＋3.75%[103]

公定歩合：
- 基準割引率（再割引率）（Basic Discount Rate）：
  - 1.375%（2017年12月）
- 基準貸付利率（担保付き貸付利率）（Basic Loan Rate）：
  - 1.75%（2017年12月）
- 短期貸付利率：
  - 3.625%（2017年12月）
- 無担保コールレート（オーバーナイト物）：
  - 0.179%（2017年12月）
- 商業手形コールレート：
  - 0.56%（2017年12月）

為替相場：
- 年末為替レート：
  - 1米ドル：29.848新台湾ドル（前年比＋2.431新台湾ドル）（前年比＋8.14%）（2017年）

- 年平均為替レート：
  - 1米ドル：30.43新台湾ドル（前年比＋5.8%）（2017年）

株価指数：

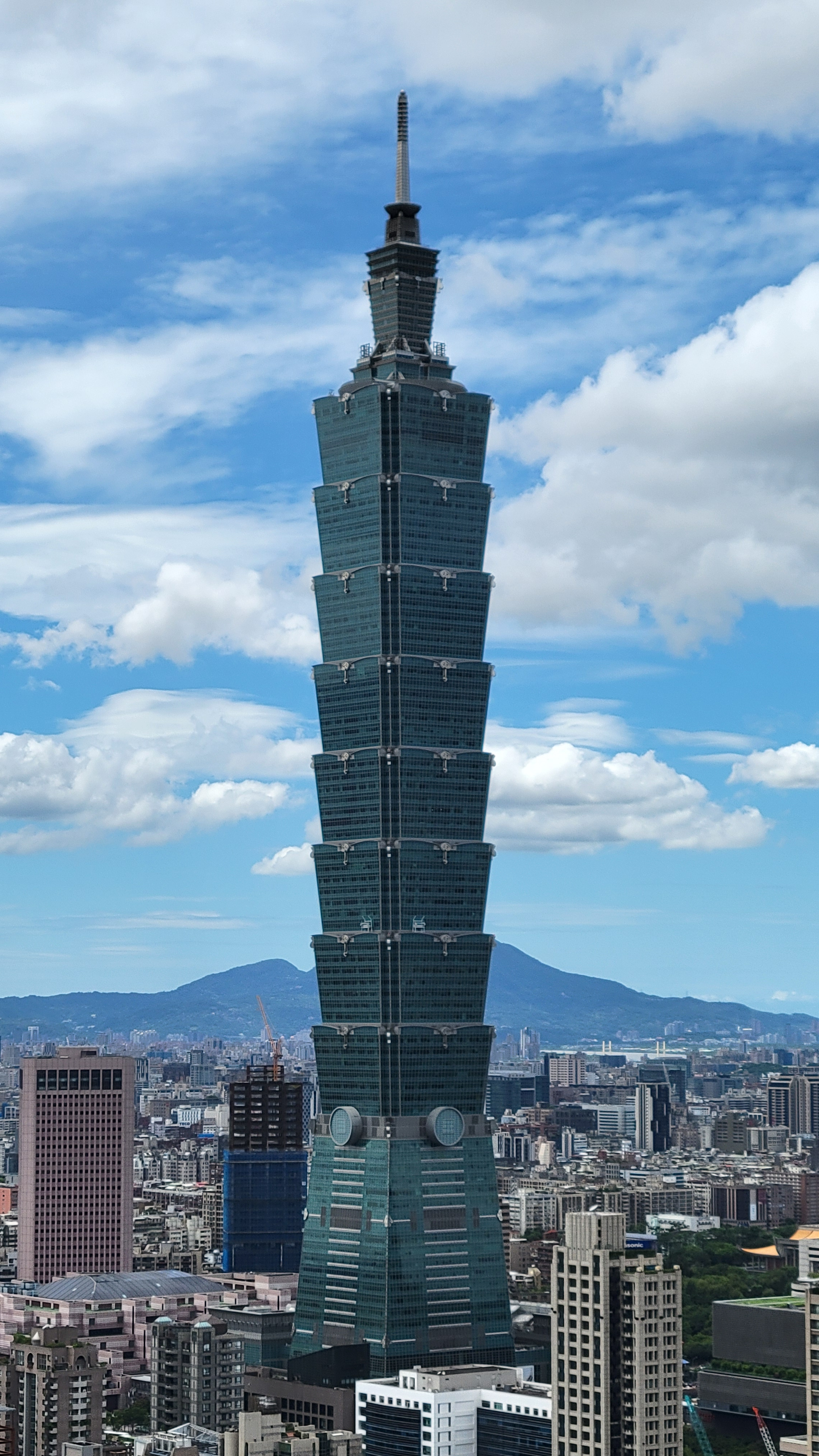
台湾証券取引所が入居する台北101

- 台湾加権指数（TWSE Stock Index）：
- 2017年の台湾加権指数概況
  - 年末終値：10,642（前年比＋15.01%）（2017年）
  - 年平均株価：10,208.12（前年比＋16.49%）（2017年）
  - 年間総売買高（年間総売買代金）：23兆9,722.39億新台湾ドル（前年比＋42.94%）（2017年）
  - 日平均売買高（日平均売買代金）：1,049億新台湾ドル（前年比＋35%）（2017年）
  - 出来高：5,936.63億株（前年比＋35.44%）（2017年）
  - 年末上場時価総額：31兆8,319.36億新台湾ドル（前年比＋16.82%）（2017年）
  - 配当利回り（株式配当率, Dividend Yield）：3.95%（2017年）
  - 上場会社：907（前年比＋1.68%）（2017年）
- 2016年の台湾加権指数概況
  - 年末終値：9,254（前年比＋11.0%）（2016年）
  - 年平均株価：8,763（前年比-2.19%）（2016年）
  - 年間総売買高（年間総売買代金）：16.77兆新台湾ドル（前年比-16.94%）（2016年）
  - 出来高：4,383億株（前年比-14.26%）（2016年）
  - 年末上場時価総額：8,620億米ドル（前年比＋15.7%）（2016年）
  - 配当利回り（株式配当率, Dividend Yield）：4.35%（2016年）
  - 上場会社：892（前年比＋2.06%）（2016年）

### 年別統計
下記の表はIMFが1980年から2023年までの期間の台湾経済の統計をまとめたものであり、5%未満のインフレは緑色で表示される。
| 年   | 総PPP (10億米ドル) | 1人当たりPPP (1米ドル) | 総GDP (10億米ドル) | 1人当たりGDP (1米ドル) | 毎年のGDP成長率 (実質) | インフレ率 | 全国の失業率 | 中華民国政府の借金 (総GDPに占める割合) |
| ---- | ------------------ | ---------------------- | ------------------ | ---------------------- | ---------------------- | ---------- | ------------ | -------------------------------------- |
| 1980 | 61.6               | 3,446.2                | 42.3               | 2,366.8                | 8.0%                   | 19.0%      | 1.2%         | n/a                                    |
| 1981 | 72.2               | 3,967.2                | 49.0               | 2,691.5                | 7.1%                   | 15.7%      | 1.4%         | n/a                                    |
| 1982 | 80.3               | 4,338.3                | 49.5               | 2,675.3                | 4.8%                   | 3.0%       | 2.1%         | n/a                                    |
| 1983 | 91.0               | 4,843.1                | 54.1               | 2,881.7                | 9.0%                   | 1.4%       | 2.7%         | n/a                                    |
| 1984 | 103.8              | 5,441.4                | 61.1               | 3,202.6                | 10.0%                  | 0.0%       | 2.5%         | n/a                                    |
| 1985 | 112.2              | 5,808.8                | 63.6               | 3,293.9                | 4.8%                   | -0.2%      | 2.9%         | n/a                                    |
| 1986 | 127.6              | 6,541.8                | 78.2               | 4,008.1                | 11.5%                  | 0.7%       | 2.7%         | n/a                                    |
| 1987 | 147.5              | 7,475.6                | 105.0              | 5,325.2                | 12.8%                  | 0.5%       | 2.0%         | n/a                                    |
| 1988 | 164.9              | 8,264.1                | 126.5              | 6,338.1                | 8.0%                   | 1.3%       | 1.7%         | n/a                                    |
| 1989 | 186.3              | 9,243.6                | 152.7              | 7,575.9                | 8.7%                   | 4.4%       | 1.6%         | n/a                                    |
| 1990 | 204.0              | 9,999.4                | 166.6              | 8,167.2                | 5.5%                   | 4.1%       | 1.7%         | n/a                                    |
| 1991 | 228.6              | 11,091.9               | 187.1              | 9,081.9                | 8.4%                   | 3.6%       | 1.5%         | n/a                                    |
| 1992 | 253.2              | 12,171.2               | 222.9              | 10,715.5               | 8.3%                   | 4.5%       | 1.5%         | n/a                                    |
| 1993 | 276.9              | 13,186.4               | 236.3              | 11,256.7               | 6.8%                   | 2.9%       | 1.5%         | n/a                                    |
| 1994 | 304.0              | 14,353.8               | 256.2              | 12,099.7               | 7.5%                   | 4.1%       | 1.6%         | n/a                                    |
| 1995 | 330.5              | 15,475.9               | 279.1              | 13,066.1               | 6.5%                   | 3.7%       | 1.8%         | n/a                                    |
| 1996 | 357.4              | 16,602.1               | 292.5              | 13,588.3               | 6.2%                   | 3.1%       | 2.6%         | n/a                                    |
| 1997 | 385.5              | 17,731.3               | 303.3              | 13,948.7               | 6.1%                   | 0.9%       | 2.7%         | 25.0%                                  |
| 1998 | 406.3              | 18,526.5               | 280.0              | 12,767.1               | 4.2%                   | 1.7%       | 2.7%         | 23.7%                                  |
| 1999 | 439.7              | 19,903.7               | 303.8              | 13,752.7               | 6.7%                   | 0.2%       | 2.9%         | 23.7%                                  |
| 2000 | 478.1              | 21,460.9               | 330.7              | 14,844.2               | 6.3%                   | 1.3%       | 3.0%         | 26.2%                                  |
| 2001 | 482.0              | 21,512.3               | 299.3              | 13,357.2               | -1.4%                  | 0.0%       | 4.6%         | 30.1%                                  |
| 2002 | 516.3              | 22,927.3               | 307.4              | 13,651.4               | 5.5%                   | -0.2%      | 5.2%         | 29.8%                                  |
| 2003 | 548.8              | 24,277.2               | 317.4              | 14,040.6               | 4.2%                   | -0.3%      | 5.0%         | 32.2%                                  |
| 2004 | 602.7              | 26,562.5               | 346.9              | 15,290.3               | 7.0%                   | 1.6%       | 4.4%         | 33.4%                                  |
| 2005 | 655.0              | 28,767.3               | 374.1              | 16,427.5               | 5.4%                   | 2.3%       | 4.1%         | 34.1%                                  |
| 2006 | 714.2              | 31,220.7               | 386.5              | 16,892.9               | 5.8%                   | 0.6%       | 3.9%         | 33.3%                                  |
| 2007 | 783.8              | 34,138.8               | 406.9              | 17,723.7               | 6.9%                   | 1.8%       | 3.9%         | 32.2%                                  |
| 2008 | 805.2              | 34,951.8               | 415.9              | 18,053.6               | 0.8%                   | 3.5%       | 4.1%         | 33.4%                                  |
| 2009 | 797.3              | 34,484.6               | 390.8              | 16,904.5               | -1.6%                  | -0.9%      | 5.9%         | 36.7%                                  |
| 2010 | 889.5              | 38,404.3               | 444.3              | 19,181.4               | 10.2%                  | 1.0%       | 5.2%         | 36.9%                                  |
| 2011 | 941.4              | 40,532.6               | 484.0              | 20,838.6               | 3.7%                   | 1.4%       | 4.4%         | 38.3%                                  |
| 2012 | 973.2              | 41,741.3               | 495.6              | 21,256.4               | 2.2%                   | 1.9%       | 4.2%         | 39.2%                                  |
| 2013 | 1,015.2            | 43,435.5               | 512.9              | 21,945.5               | 2.5%                   | 0.8%       | 4.2%         | 38.9%                                  |
| 2014 | 1,066.1            | 45,494.3               | 535.3              | 22,844.3               | 4.7%                   | 1.2%       | 4.0%         | 37.5%                                  |
| 2015 | 1,102.0            | 46,911.0               | 534.5              | 22,753.0               | 1.5%                   | -0.3%      | 3.8%         | 35.9%                                  |
| 2016 | 1,112.8            | 47,272.3               | 543.1              | 23,070.7               | 2.2%                   | 1.4%       | 3.9%         | 35.4%                                  |
| 2017 | 1,143.2            | 48,500.8               | 590.7              | 25,061.6               | 3.3%                   | 0.6%       | 3.8%         | 34.5%                                  |
| 2018 | 1,203.2            | 51,005.0               | 609.2              | 25,825.6               | 2.8%                   | 1.4%       | 3.7%         | 33.9%                                  |
| 2019 | 1,262.2            | 53,476.0               | 611.4              | 25,903.2               | 3.1%                   | 0.6%       | 3.7%         | 32.7%                                  |
| 2020 | 1,320.3            | 56,037.8               | 669.3              | 28,404.7               | 3.4%                   | -0.2%      | 3.9%         | 32.6%                                  |
| 2021 | 1,465.5            | 62,696.1               | 774.7              | 33,143.0               | 6.6%                   | 2.0%       | 4.0%         | 28.4%                                  |
| 2022 | 1,621.7            | 69,500.0               | 828.7              | 35,513.2               | 3.3%                   | 3.1%       | 3.6%         | 24.1%                                  |
| 2023 | 1,727.2            | 74,066.5               | 859.0              | 36,833.9               | 2.8%                   | 2.2%       | 3.6%         | 22.1%                                  |

## 景気指標
購買担当者景気指数（Purchasing Managers' Index, PMI）：
- 製造業購買担当者指数（Manufacturing PMI）：
  - 63.6（前月比13.2ポイント上昇した）（2018年3月）[105]
- サービス部門購買担当者景気指数（非製造業景気指数 Non-Manufacturing Index, NMI）：
  - 54.4（前月比3.7ポイント上昇した）（2018年3月）[106]

鉱工業生産指数（Industrial Production Index, IIP）：
- 2017年通年の鉱工業生産指数：109.63（（前年比2.90％上昇した）[107]
  - 2017年12月の鉱工業生産指数：113.42（前月比0.49％上昇した、前年同月比1.20％上昇した。）[108]

小売売上高（Retail Sales）：
- 1兆1,198億ニュー台湾ドル（前年同期比3.6％増）（2017年10～12月期（2017年第4・四半期））[109]

輸出・輸入総額（Total value of exports・Total value of imports）：
- 2017年の輸出総額：3,174億米ドル（前年比13.2％増）[110]
  - 2017年12月の輸出総額：295.1億米ドル（前年同月比14.8％増）
- 2017年の輸入総額：2,595億米ドル（前年比12.6％増）[110]
  - 2017年12月の輸入総額：233.8億米ドル（前年同月比12.2％増）

貿易収支（Trade Balance）：
- 2017年の貿易収支：579億米ドルの貿易黒字（前年比16.3％増）[110]

消費者信頼感指数（Consumer Confidence Index, CCI）：
- 87.69（前月比1.64ポイント上昇した）（2018年1月）[111]

## 消費・海外旅行指標
新車販売台数：
- 自動車（軽自動車は台湾で販売禁止）：

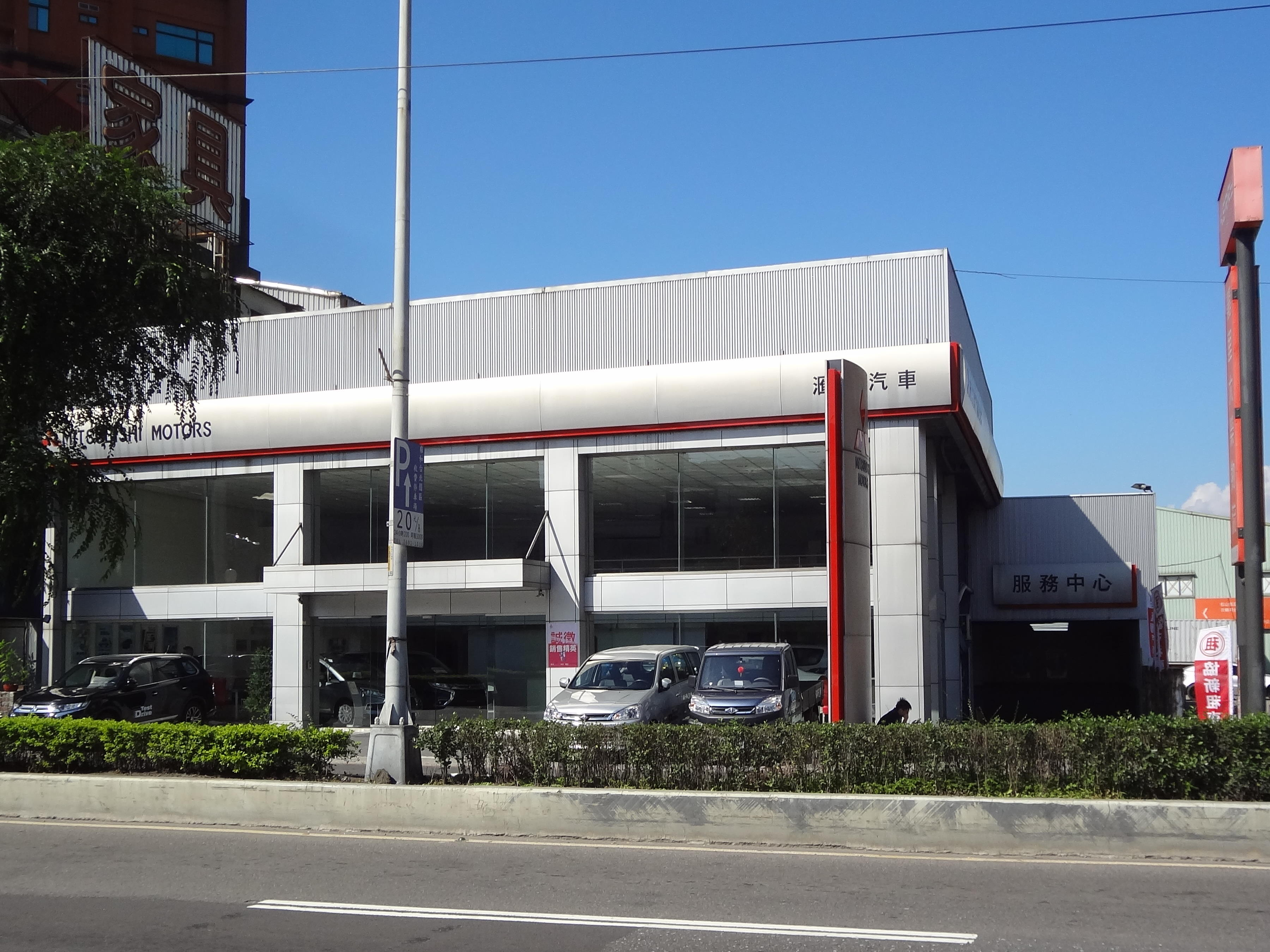
新北市汐止区の自動車販売店

  - 44万4,669台（前年比1.1％増）（2017年）[99]
    - 輸入車新規登録台数（外国車メーカー）：18万5,531台（前年比8.9％増）（2017年）
    - 新車販売比輸入車（外国車メーカー）新車販売台数率：41.7%（前年比2.9％増）（2017年）
    - 高級外国車新規登録台数：7万9,042台（前年比5.3％増）（2017年）
    - 新車販売比高級外国車新車販売台数率：17.8%（前年比0.7％増）（2017年）
    - 高級外国車メーカーインポーターの首位：メルセデス・ベンツ, 2万8,017台（前年比12.3％増）（2017年）
- 二輪車（自転車を除く）：
  - 100万5,558台（前年比17.4％増）（2017年）

クレジットカード：
- クレジットカードショッピング信用供与額：
  - 2.62兆ニュー台湾ドル（前年比8.3％増）（2017年）[99]
- クレジットカード発行枚数：
  - 4,173万枚（前年比2.5％増）（2017年）[112]
  - 成人人口比保有枚数：1人当たり2.31枚保有している（2017年）

海外旅行：
- 海外出国者数：
  - 1,565万4,579人（前年比7.30％増（106万5,656人増））（2017年）[99]
- 人口比海外出国率（人口に対する出国者の比率）：
  - 66.41%（総人口の3分の2を占める程度）（前年比4.43％増）（2017年）

## 人口指標
人口密度：
- 650.42人/km2（2017年1月末統計）
- 人口1千万人以上の国で世界2位

総人口男女比（女性1人当たりの男性の人数）：
- 全年齢男女比：0.9914人（2016年12月末統計）

人口年齢中位数：
- 40.41歳（2016年12月末統計）

初産時平均年齢：
- 30.6歳（2015年統計）

合計特殊出生率：
- 1.175‰（2015年統計）

平均寿命：
- 総計：80.4歳
  - 男性：77.3歳
  - 女性：83.7歳（2017年統計）

高齢化率（65歳以上の高齢者人口（老年人口）が総人口に占める割合）：
- 13.20%（310.6万人、2016年）

老年人口指数（15-64歳人口に対する65歳以上人口の比率）：
- 17.96（2016年12月末統計）

老年化指数（15歳未満人口100人に対する65歳以上人口の比）：
- 98.86（2016年12月末統計）

高齢者扶養率（65歳以上の高齢者人口（老年人口）が15-64歳人口（生産年齢人口）に占める割合）：
- 17.96%（2016年）

高齢者・年少扶養率（65歳以上の高齢者人口（老年人口）・14歳以下の年少人口（0-14歳）が15-64歳人口（生産年齢人口）に占める割合）：
- 36.13%（2016年）

## 金融資産
家計の純金融資産：
- 64兆1,439億ニュー台湾ドル（2015年）

１世帯当たり平均純金融資産（貯蓄現在高）：
- 757万ニュー台湾ドル（2015年）

個人の純金融資産：
- １人当たり：273万ニュー台湾ドル（2015年）
- １人当たり：265万3,522ニュー台湾ドル（2014年）
  - 名目（市場為替レートMER）：8万7,373米ドル（2014年）
  - 購買力平価説（PPP）：16万8,212米ドル（2014年）

平均貯蓄額（預貯金現在高 、預貯金以外の金融資産は含まれない）：
- １世帯当たり平均貯蓄額（預貯金現在高）：
  - 341万ニュー台湾ドル（2015年）
- １人当たり平均貯蓄額（預貯金現在高）：
  - 123万ニュー台湾ドル（2015年）

## その他経済指数
投資率（国内総固定資本形成）：
- GNIの 19.72%（2017年）[96]

貯蓄率：
- GNIの 34.29%（2017年）[96]

貯蓄・投資差額：
- GNIの 14.57%（2017年）[96]

男女間の給与格差 ：
- 16.15%（2017年）[113]
- 男性：100、女性：83.85（2017年）[113]

生活困窮者人口比（貧困線）：
- 絶対的貧困率：0.9%（2005年）
- 相対的貧困率：6.62%（2016年）[114]

全世帯所得十分位階級構成割合：
- 最低10%：6.7%
- 最高10%：41.1%（2002年）

ジニ係数（Gini）：
- 0.337（2017年）[115]

## 財政
国家予算：

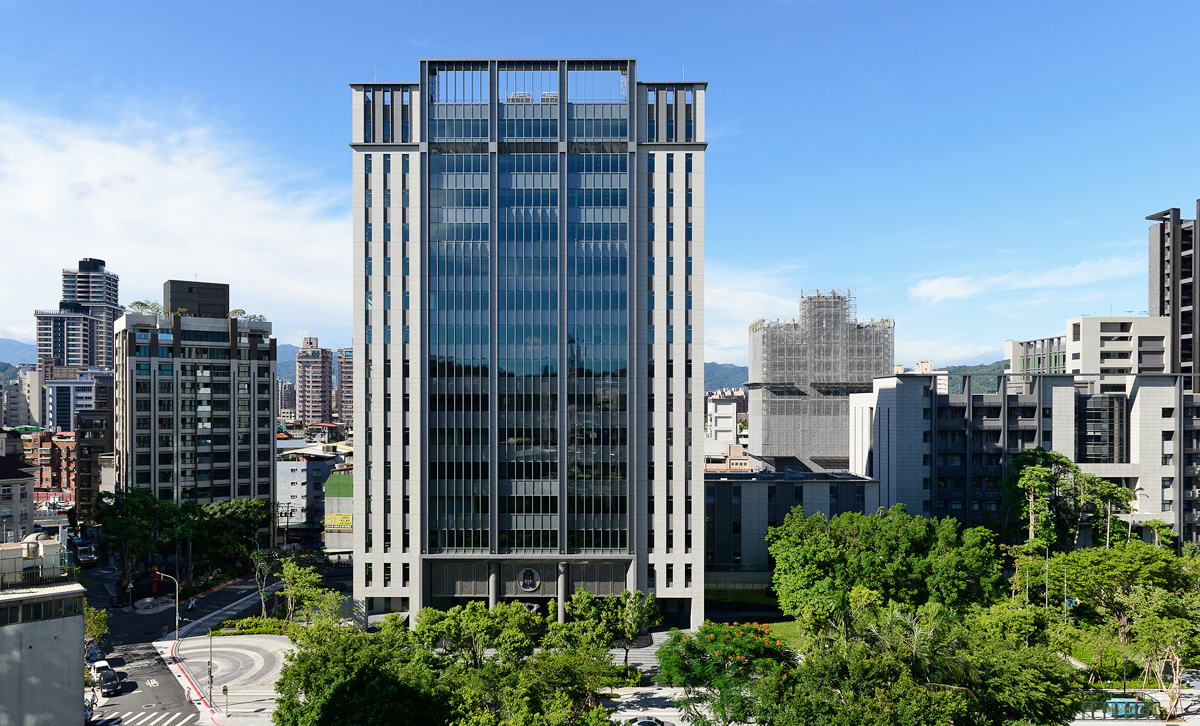
財政部本庁ビル（台北市文山区）

- 歳入：2兆6,623.3億ニュー台湾ドル（2015年）
- 歳出：2兆9,591.6億ニュー台湾ドル（2015年）

租税負担率(Total Tax Revenues as a percentage of GDP)：
- GDPの 13.0%（2016年）[116]

政府総債務残高(対GDP比)：
- GDPの 38.28%（前年比1.69％減）（2017年）[117]
  - 政府総債務残高：6兆6,723.10億ニュー台湾ドル（2017年）[117]

外貨及び金準備高：
- 4,613.75億米ドル（前月比11.97億米ドル増）（2018年11月）[118]

外債：
- 0（2016年）

## 労働力
労働力人口総数：
- 1,183.9万人（前月比0.01％増）（2018年1月）[119]

労働力人口比率：
- 58.91%（前月比0.01％減）（2018年1月）[119]
  - 男性：67.10%（前月比0.04％減）（2017年1月））
  - 女性：50.87%（前月比0.04％増）（2017年1月）

労働力人口就業者：
- 1,140.9万人（前月比0.03％増）（2018年1月）[119]

部門別労働人口：
- 第1次産業：4.89%（前月比と同水準）（2018年1月）[119]
- 第2次産業：35.73%（前月比0.04％増）（2018年1月）[119]
- 第3次産業：59.38%（前月比0.03％増）（2018年1月）[119]

就業率（15歳以上人口）：
- 56.77%（前月比0.01％増）（2018年1月）[119]
  - 男性：64.38%（前月比0.03％減）（2017年1月）
  - 女性：49.12%（前月比0.02％増）（2017年1月）

就業率（15～64歳人口）：
- 64.4%（2015年）
  - 男性：71.7%（2014年）
  - 女性：56.3%（2014年）

求人倍率：
- 新規求人倍率：1.71倍（前月比0.17ポイント高い）（2018年1月）[120]
- 有効求人倍率：1.02倍（前月比0.02ポイント高い）（2018年1月）[120]

失業率：
- 通年平均の失業率：3.76%（前年比0.16％減）（2017年）[121]
  - 3.63%（前月比0.03％減）（2018年1月）[119]

非正規雇用率（非正規雇用労働者の割合） ：
- 7.04%（2016年）[114]

男女間の給与格差 ：
- 16.15%（2017年）[113]
- 男性：100、女性：83.85（2017年）[113]

## 賃金・給与

### 全ての常用労働者
常用労働者：
一般労働者（フルタイム労働者）及び短時間労働者（パートタイム労働者）を含む、外国人労働者も含む。
平均年間給与（平均年収、平均年間報酬総額）：
- 69.9万ニュー台湾ドル（2017年）[122][123]

給与所得者の平均年齢：
- 40.0歳（2017年）[122]

給与所得者の平均勤続年数：
- 6.1年（2017年）[122]

給与所得者の平均「定年退職」年齢：
- 58.6歳（2016年）[124]

賃金：
- 月額4万9989ニュー台湾ドル（2017年）[125]
  - 男性：月額5万4066ニュー台湾ドル（2017年）[125]
  - 女性：月額4万5333ニュー台湾ドル（2017年）[125]

賃金中央値：
- 月額4万853ニュー台湾ドル（2015年）[126]
  - 男性：月額4万4336ニュー台湾ドル（2015年）[126]
  - 女性：月額3万7185ニュー台湾ドル（2015年）[126]
- 賃金中央値が賃金平均値に占める割合：84.25%（2015年）[126]

男女間賃金格差：
- 16.15%（2017年）[125][113]
- 男性：100、女性：83.85（2017年）[113]

新卒（新規学卒者）の平均初任給：
- 月額2万7055ニュー台湾ドル（2017年7月）（前年比 1.24％増）[127]

学歴別にみた初任給：
- 大学院修士課程修了：月額3万3633ニュー台湾ドル（2017年7月）（前年比 0.96％増）[127]
- 大学卒：月額2万8446ニュー台湾ドル（2017年7月）（前年比 1.17％増）[127]
- 専門学校卒：月額2万5527ニュー台湾ドル（2017年7月）（前年比 1.31％増）[127]
- 高校卒：月額2万3806ニュー台湾ドル（2017年7月）（前年比 1.82％増）[127]

最低賃金：
- 最低時給：140ニュー台湾ドル（2018年）（前年比 5.2％増）[128]
  - 2019年1月1日より：150ニュー台湾ドル（前年比 7.14％増）[129]
- 月給制の最低賃金：2万2000ニュー台湾ドル（2018年）（前年比 4.72％増）[128]
  - 2019年1月1日より：2万3100ニュー台湾ドル（前年比 5.0％増）[129]

### 台湾人一般労働者
台湾人一般労働者（フルタイムで働く台湾人被雇用者）：
台湾自国民の短時間労働者（パートタイム労働者）以外の者をいう（台湾自国民のフルタイム労働者）、正社員・正職員以外（非正規）を含む。
賃金（台湾人フルタイム勤務の月平均賃金）：
- 月額5万1241ニュー台湾ドル（2016年）[130]

### 主な週休制の形態

#### 主な週休制の形態別企業割合
何らかの週休2日制の企業割合 ：
- 「何らかの週休2日制」を採用している企業割合：89.33%（2017年7月）（前年比 9.53％増）[127]
  - 「完全週休2日制」を採用している企業割合：87.51%（2017年7月）（前年比 11.35％増）[127]
    - 産業別にみると、金融業,保険業が100.00%で最も高く、宿泊業,飲食サービス業が52.64%で最も低くなっている（2017年7月）[127]。

  - 「完全週休2日制より休日日数が実質的に少ない制度」を採用している企業割合：1.82%（2017年7月）（前年比 1.82％減）[127]
    - 「完全週休2日制より休日日数が実質的に少ない制度」とは、月3回、隔週、月2回、月1回の週休2日制等をいう。
    - 産業別にみると、不動産業が6.61%で最も高く、教育,学習支援業が0.17%で最も低くなっている（2017年7月）[127]。

週休1日制又は週休1日半制の企業割合 ：
- 「週休1日制又は週休1日半制」を採用している企業割合：4.88%（2017年7月）（前年比 7.16％減）[127]
  - 産業別にみると、宿泊業,飲食サービス業が23.18%で最も高く、学術研究,専門・技術サービス業が0.98%で最も低くなっている（2017年7月）[127]。

#### 週休制の形態別適用労働者割合
何らかの週休2日制の労働者割合：
- 「何らかの週休2日制」が適用されている労働者割合：93.99%（2017年7月）（前年比 5.74％増）[131]
  - 「完全週休2日制」が適用されている労働者割合：92.96%（2017年7月）（前年比 7.36％増）[131]
    - 産業別にみると、金融業,保険業が100.00%で最も高く、宿泊業,飲食サービス業が63.29%で最も低くなっている（2017年7月）[131]。

  - 「完全週休2日制より休日日数が実質的に少ない制度」が適用されている労働者割合：1.03%（2017年7月）（前年比 1.62％減）[131]
    - 産業別にみると、不動産業が6.04%で最も高く、電気･ガス･熱供給業が0.13%で最も低くなっている（2017年7月）[131]。

週休1日制又は週休1日半制の労働者割合 ：
- 「週休1日制又は週休1日半制」が適用されている労働者割合：1.87%（2017年7月）（前年比 3.38％減）[131]
  - 産業別にみると、宿泊業,飲食サービス業が10.45%で最も高く、製造業が0.35%で最も低くなっている（2017年7月）[131]。

## 家計調査
１世帯当たり平均所得：

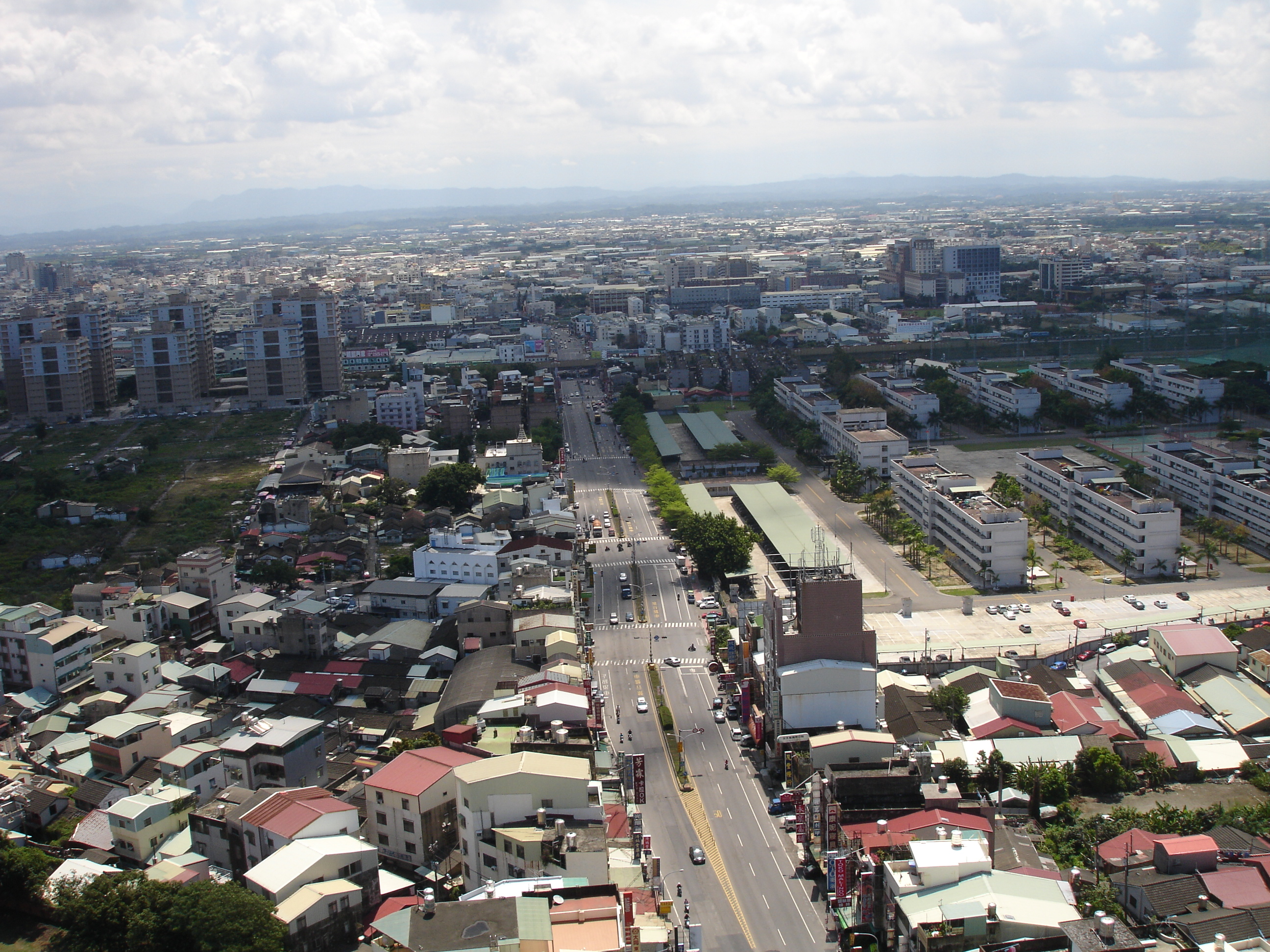
台南市永康区の住宅街

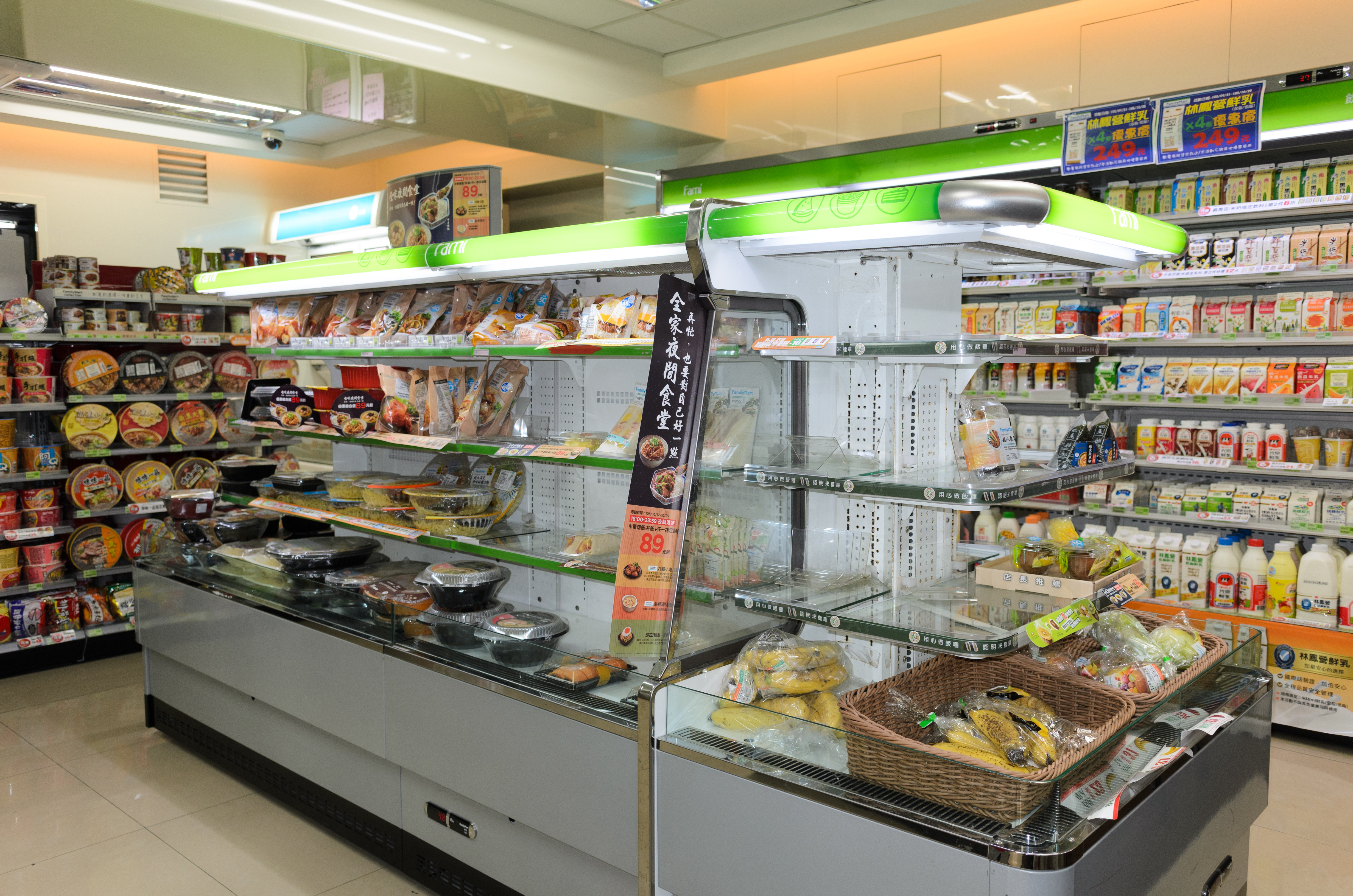
台北市松山区のコンビニ店内

- 2017年：129.3万ニュー台湾ドル（前年比 3.2％増）[115]
- 2016年：125.3万ニュー台湾ドル（前年比 2.4％増）[132]

１世帯当たり所得中央値：
- 2017年：113万ニュー台湾ドル（前年比 3.7％増）[115]
- 2016年：109万ニュー台湾ドル[132]

１世帯当たり平均可処分所得：
- 2017年：101.9万ニュー台湾ドル（前年比 2.6％増）[115]
- 2016年：99.3万ニュー台湾ドル（前年比 2.9％増）[132]

１世帯当たり可処分所得中央値：
- 2017年：88.1万ニュー台湾ドル（前年比 2.7％増）[115]
- 2016年：85.8万ニュー台湾ドル（前年比 2.5％増）[132]

世帯人員１人当たり平均所得：
- 2017年：42.1万ニュー台湾ドル（前年比 3.2％増）[115]
- 2016年：40.8万ニュー台湾ドル（前年比 3.3％増）[132]

世帯人員１人当たり平均可処分所得：
- 2017年：33.2万ニュー台湾ドル（前年比 2.6％増）[115]
- 2016年：32.3万ニュー台湾ドル（前年比 3.9％増）[132]

世帯人員１人当たり可処分所得中央値：
- 2017年：28.4万ニュー台湾ドル（前年比 2.6％増）[115]
- 2016年：27.7万ニュー台湾ドル（前年比 3.9％増）[132]

世帯人員１人当たり平均等価可処分所得：
- 等価可処分所得（世帯の可処分所得を世帯員数の平方根で割って調整した所得である。世帯人員１人当たり経済厚生（効用水準）を算出する。）の平均金額。
- 2016年：59.5万ニュー台湾ドル（前年比 3.3％増）[132]
- 2015年：57.6万ニュー台湾ドル

１世帯当たり消費支出：
- 2017年：81.2万ニュー台湾ドル（前年比 4.5％増）[115]
- 2016年：77.7万ニュー台湾ドル（前年比 2.3％増）[132]

世帯人員１人当たり消費支出：
- 2017年：26.5万ニュー台湾ドル（前年比 4.7％増）[115]
- 2016年：25.3万ニュー台湾ドル（前年比 3.3％増）[132]

エンゲル係数（消費支出に占める食料費の割合）：
- 2017年：
  - 総世帯：15.60%（前年比 0.16％減）[115]
- 2016年：
  - 総世帯：15.76%（前年比 0.12％減）[132]
- 2015年：
  - 総世帯：15.88%
  - 二人以上の世帯：16.8%
  - 単身世帯：12.9%

１世帯当たり黒字：
- 2017年：20.7万ニュー台湾ドル（前年比 4.2％減）[115]
- 2016年：21.6万ニュー台湾ドル（前年比 5.4％増）[132]

黒字率：
- 2017年：20.31%（前年比 1.47％減）[115]
- 2016年：21.78%（前年比 0.51％増）[132]

平均消費性向（可処分所得に対する消費支出の割合）：
- 2017年：79.69%（前年比 1.47％増）[115]
- 2016年：78.22%（前年比 0.51％減）[132]

１世帯当たり貯蓄純増：
- 2017年：20.7万ニュー台湾ドル（前年比 4.2％減）[115]
- 2016年：21.6万ニュー台湾ドル（前年比 5.4％増）[132]

世帯人員１人当たり貯蓄純増：
- 2017年：6.7万ニュー台湾ドル（前年比 4.2％減）[115]
- 2016年：7.0万ニュー台湾ドル（前年比 6.4％増）[132]

平均貯蓄率：
- 2017年：20.31%（前年比 1.47％減）[115]
- 2016年：21.78%（前年比 0.51％増）[132]

全世帯所得五分位階級の構成割合：
- 2016年：
  - 第Ⅰ五分位（最低20%）：6.63%（前年比 0.01％減）[132]
  - 第Ⅱ五分位：12.42%（前年比 0.24％増）[132]
  - 第Ⅲ五分位：17.35%（前年比と同水準）[132]
  - 第Ⅳ五分位：23.24%（前年比 0.39％減）[132]
  - 第Ⅴ五分位（最高20%）：40.36%（前年比 0.15％増）[132]
- 2015年：
  - 第Ⅰ五分位（最低20%）：6.64%
  - 第Ⅱ五分位：12.18%
  - 第Ⅲ五分位：17.35%
  - 第Ⅳ五分位：23.63%
  - 第Ⅴ五分位（最高20%）：40.21%

貧富比（両端20%）：
- 全世帯を所得の大きさで5階級に分類したとき、最富裕層と最貧困層の所得比。
- 2017年：6.07（前年比 0.01％減）[115]
- 2016年：6.08（前年比 0.02％増）[132]

世帯の年間収入のジニ係数（Gini）：
- 2017年：0.337（前年比 0.001％増）[115]
- 2016年：0.336（前年比 0.002％減）[132]

世帯人員１人当たり可処分所得の貧富比（両端20%）：
- 世帯人員１人当たりを可処分所得の大きさで5階級に分類したとき、最富裕層と最貧困層の所得比。
- 2017年：3.89（前年比と同水準）[115]
- 2016年：3.89（前年比 0.02％減）[132]

世帯人員１人当たり可処分所得のジニ係数（Gini）：
- 2017年：0.277（前年比 0.001％減）[115]
- 2016年：0.278（前年比 0.001％減）[132]

等価可処分所得の貧富比（両端20%）：
- 2017年：3.88（前年比 0.05％増）[115]
- 2016年：3.83（前年比 0.04％減）[132]

等価可処分所得のジニ係数（Gini）（総世帯員の等価所得のジニ係数）：
- 2017年：0.270（前年比 0.002％増）[115]
- 2016年：0.268（前年比 0.002％減）[132]*2015年：0.270

相対的貧困率（貧困線（等価可処分所得の中央値の半分）に満たない世帯員の割合）：
- 2016年：6.62%（前年比 0.5％減）[114]
- 2015年：7.12%

持ち家率（持ち家に住む世帯数の世帯全体に占める割合としての持ち家世帯率）：
- 2017年：84.8%（前年比 0.6％減）[115]
- 2016年：85.4%（前年比 1.2％増）[132]

１世帯当たり住宅の延べ床面積（現住居の延べ床面積）：
- 2017年：148.7603平方メートル（45.0坪）（前年比 0.7坪増）[115]
- 2016年：146.4462平方メートル（44.3坪）（前年比 0.3坪増）[132]
- 2015年：145.4545平方メートル（44.0坪）

１世帯当たり自家用乗用車保有台数：
- 2016年
  - 自動車保有台数（軽自動車は台湾で販売禁止）：0.72台（前年比 0.01%増）[132]
  - 二輪車保有台数（自転車を除く）：1.52台（前年比 0.02%増）[132]
- 2015年：
  - 自動車保有台数（軽自動車は台湾で販売禁止）：0.71台
  - 二輪車保有台数（自転車を除く）：1.50台

世帯の自家用乗用車保有率：
- 2017年：
  - 自動車保有率（軽自動車は台湾で販売禁止）：60.80%（前年比 1.10%増）[115]
  - 二輪車保有率（自転車を除く）：83.80%（前年比 0.30%増）[115]
- 2016年：
  - 自動車保有率（軽自動車は台湾で販売禁止）：59.7%（前年比 0.59％増）[132]
  - 二輪車保有率（自転車を除く）：83.50%（前年比 0.67％増）[132]

世帯のケーブルテレビ（Cable television）普及率：
- 2017年：86.4%（前年比 0.53%増）[115]
- 2016年：85.9%（前年比 0.49%増）[132]

世帯の携帯電話普及率：
- 2017年：95.1%（前年比 0.5％増）[115]
- 2016年：94.6%（前年比 1.1%増）[132]

世帯のインターネット普及率：
- 2016年：81.51%（前年比 3.61%増）[132]

## 家計の資産・貯蓄
家計部門純資産：
- 113.42兆ニュー台湾ドル（2015年）

家計部門純金融資産：
- 64兆1,439億ニュー台湾ドル（2015年）

家計部門平均世帯純資産：
- 1,123万ニュー台湾ドル（2015年）

家計部門平均世帯純金融資産（貯蓄現在高）：
- 757万ニュー台湾ドル（2015年）

家計部門平均個人純資産：
- １人当たり：405万ニュー台湾ドル（2015年）

家計部門平均個人純金融資産：
- １人当たり：273万ニュー台湾ドル（2015年）
- １人当たり：265万3,522ニュー台湾ドル（2014年）
  - 名目（市場為替レートMER）：8万7,373米ドル（2014年）
  - 購買力平価説（PPP）：16万8,212米ドル（2014年）

家計部門平均貯蓄額（預貯金現在高 、預貯金以外の金融資産は含まれない）：
- １世帯当たり預貯金現在高：
  - 341万ニュー台湾ドル（2015年）
- １人当たり預貯金現在高：
  - 123万ニュー台湾ドル（2015年）

## エネルギー
総発電量：
- 2,600億kW（2014年）
  - 台湾電力：1,761億kW
  - 民営企業（IPPs）：407億kW
  - その他：432億kW

発電比率：
- 台湾電力：67.72%（2014年）
  - 火力発電：48.33%
  - 水力発電：2.81%
  - 原子力発電：16.30%
  - 再生可能エネ：0.28%

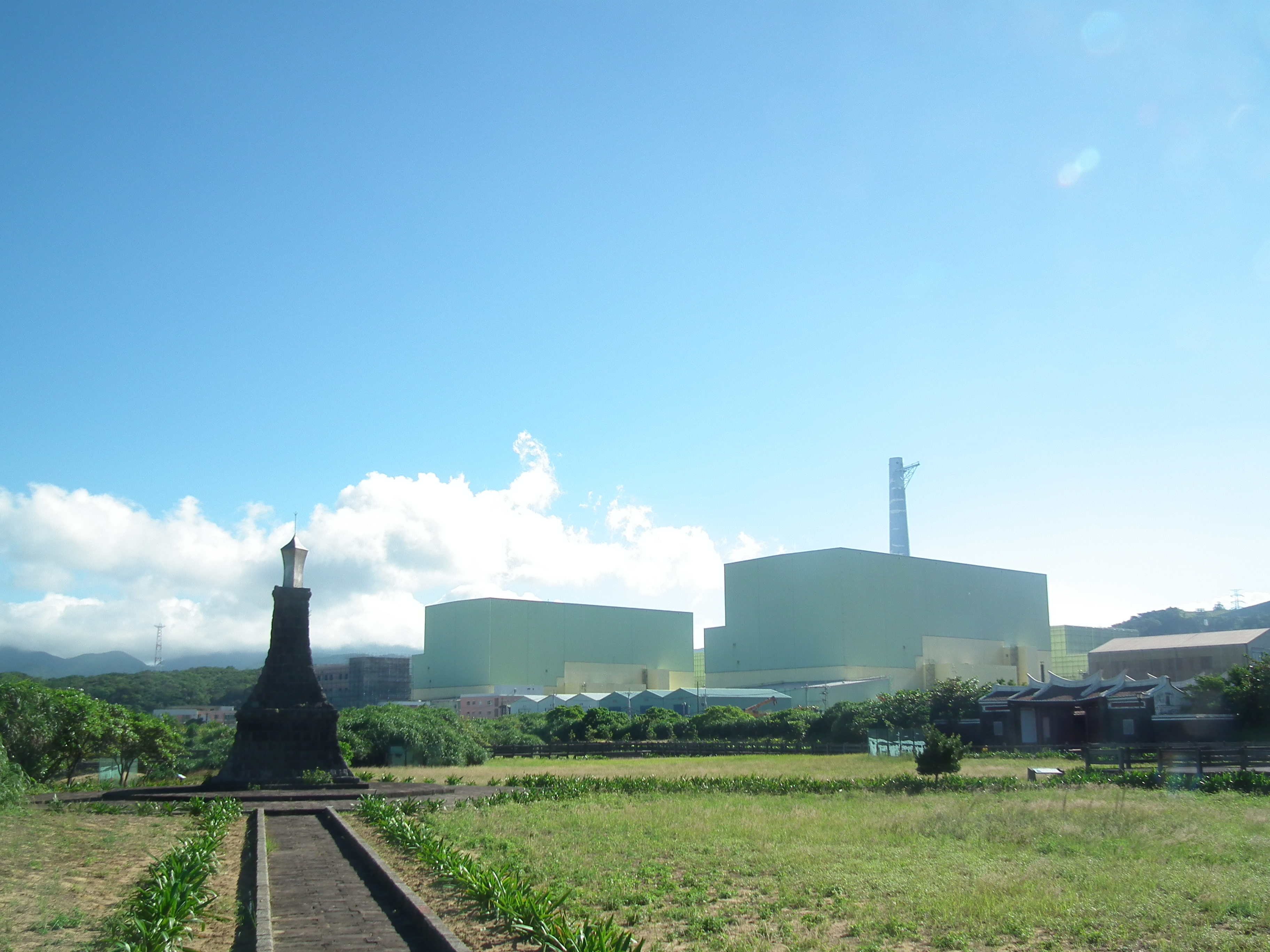
台湾第四原子力発電所

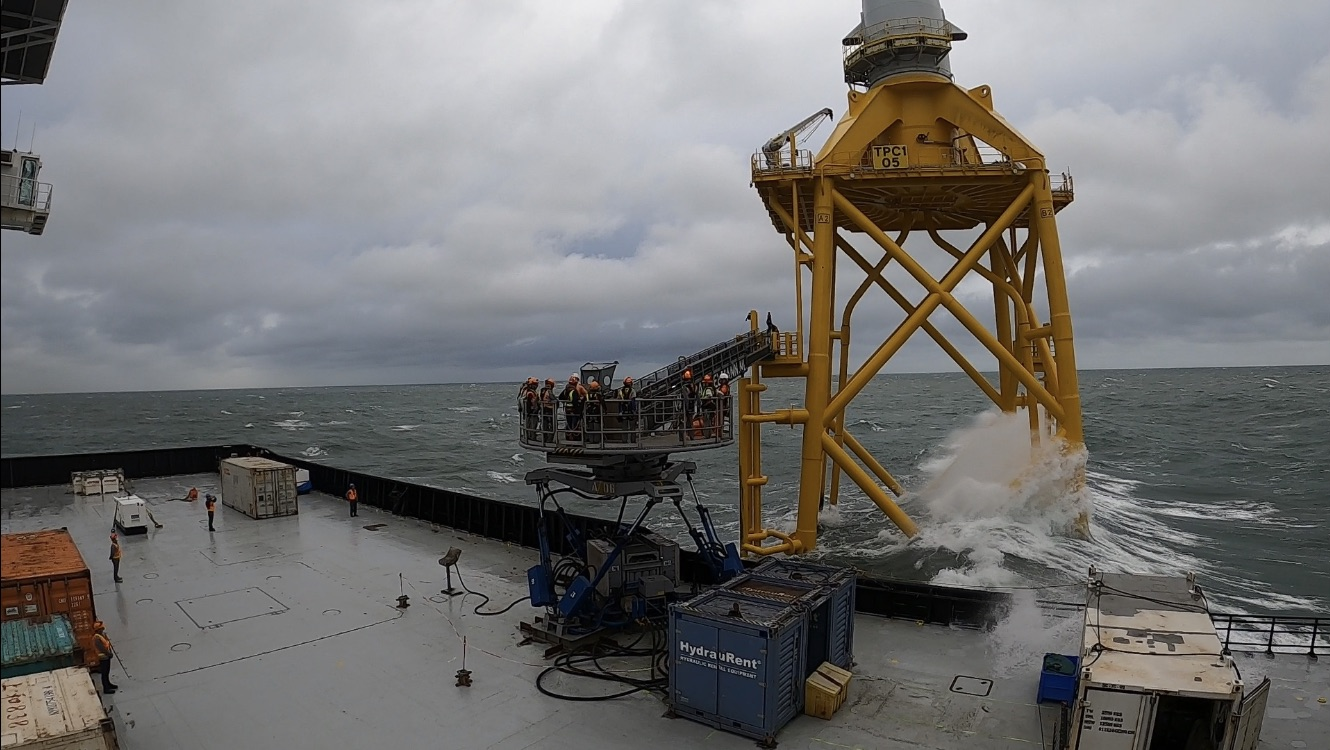
洋上風力発電所の建設工事

- 民営企業（IPPs）：15.65%（2014年）
- その他：16.63%（2014年）
  - 再生可能エネ：1.85%

電力消費量：
- 2,511億kW（2014年）

１人当たり電力消費量：
- 10790.42 kWh/人（度/人）（2014年）

石油生産量：
- 500 bbl/日（2004年）

石油消費量：
- 988,000 bbl/日（2001年）

埋蔵石油量：
- 290万 bbl (2004年)

天然ガス生産量：
- 75,000万 立方メートル（2001年）

天然ガス消費量：
- 66.4億立方メートル（2001年）

天然ガス輸出量：
- 41000万 立方メートル（2001年）

天然ガス輸入量：
- 63億立方メートル（2001年）

埋蔵天然ガス量：
- 382.3億立方メートル（2004年）

## 貿易

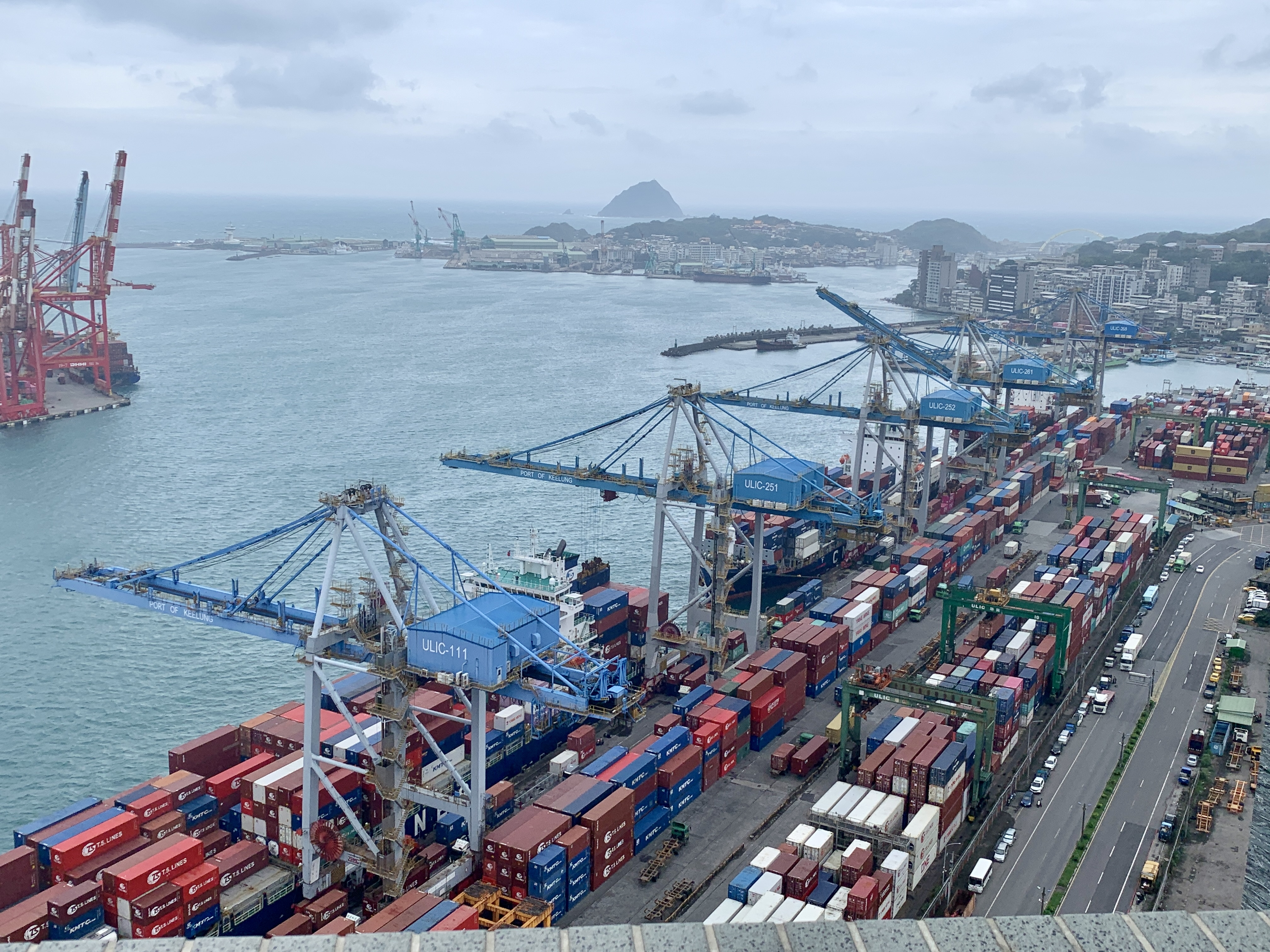
基隆港のコンテナヤード

公式の外交関係においては圧倒的に大陸中国である中華人民共和国に対し劣勢に立っている台湾であるが、貿易相手国は2025年現在、190国・地域以上に上り、その中には中華人民共和国自体も含まれている。
国際収支：
- 840.9億米ドル（2017年）[134]
  - GDPの 14.7% （2017年）[134]

貿易収支：
- 579億米ドル（2017年）[110]
  - GDPの 12.89% （2015年）

輸出：
- 3,172億米ドル （2018年）[110]

輸出相手国：
- 中国大陸28.8%、香港12.4%、アメリカ11.8%、日本6.9%（2018年）[135][136]

輸入：
- 2,592億米ドル （2017年）[135][110]

輸入相手国：
- 中国大陸18.8%、日本15.4%、アメリカ12.1%、韓国6.8%（2018年）[135]

## 貨幣

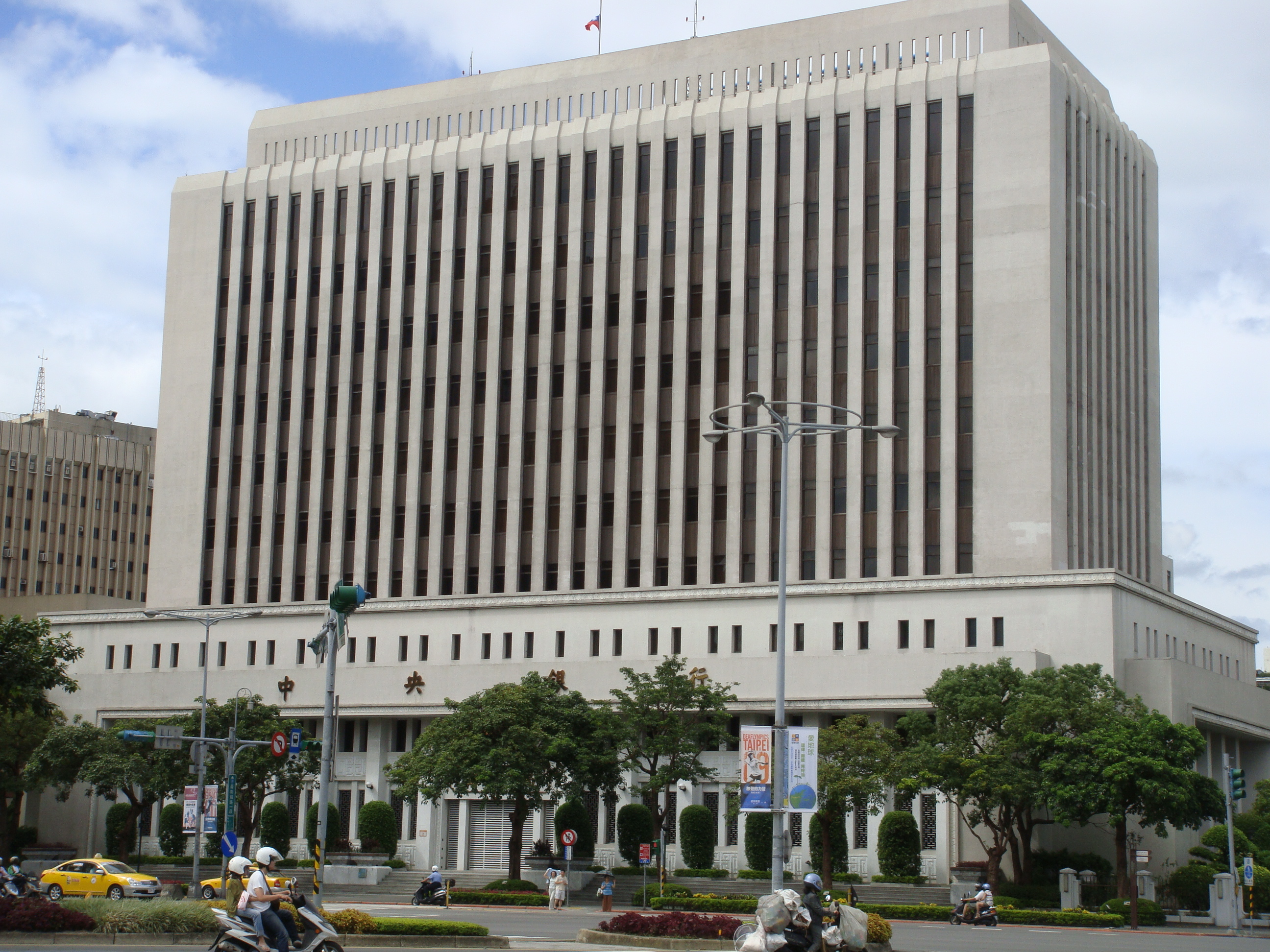
中華民国中央銀行

流通貨幣：
- ニュー台湾ドル

貨幣コード：
- TWD OR NTD

## 主要な経済人

### ファウンドリ メーカー
ファウンドリ メーカー
- 「TSMC」のモリス・チャン（張忠謀）
- 「UMC」の曹興誠・宣明智

### ファブレスIC設計・半導体メーカー
- 「メディアテック (MediaTek)」の蔡明介

### 半導体・電子部品OEM・ODMメーカー
半導体・電子部品OEM・ODMメーカー
- 「日月光半導体」の張虔生

### 電子OEM メーカー
- 「鴻海精密工業 (Foxconn)」の郭台銘。（SHARPの一株主）
- 「Pegatron Corporation（和碩）」の童子賢

### パソコンメーカー
- 「エイサー（宏碁・Acer）」の施振栄（スタン・シー）
- 「ASUS（華碩）」の施崇棠
- パソコンOEM・ODM・電子部品メーカー：「コンパル・エレクトロニクス（仁寶）」の許勝雄
- ノートパソコOEM・ODMンメーカー：「クアンタ・コンピュータ（広達）」の林百里

### スマートフォンメーカー
スマートフォンメーカー
- 「HTC（宏達国際電子・High Tech Computer）」の王雪紅

### 液晶パネルメーカー
液晶パネルメーカー
- 「BenQ（ベンキュー）」・「AU Optronics（友達・AUO）」の李焜耀
- 「CHIMEI」・「群創」の段行健（ Foxconn Group）

### 電源電子部品メーカー
- 「台達電子」の鄭崇華

### 電機と家電のメーカー
- 電機メーカー：「東元電機」の黃茂雄
- 家電メーカー：「声寶家電」の陳盛沺
- 流通・小売・観光・レジャー・娯楽・電機メーカー：「士林電機仰德集團」の許育瑞

### 財閥
財閥
- 合成樹脂・繊維・バイオテクノロジー・石油化学・電子部品・運輸・電力・医療・教育・小売・製鉄：「台塑関係企業（台塑集團・台プラグループ・Taiwan Plastic Group）」の王永慶・王永在兄弟
- 合成樹脂・繊維・バイオテクノロジー・石油化学・セメント・電気通信・建設・金融・運輸・電力・医療・教育・流通・小売・観光・スポーツ：「遠東集團」の徐旭東
- 合成樹脂・繊維・バイオテクノロジー・石油化学・電子部品・食品・医療・流通・文化：「奇美実業」の許文龍
- 繊維・バイオテクノロジー・再生エネ・セメント・通信・建設・金融・医療・流通・小売：「潤泰集團」の尹衍樑
- セメント・バイオテクノロジー・化学・製薬・合成樹脂・運輸・電力・医療・流通・文化・観光：「和信集團」・「台湾水泥」の辜成允
- 製紙・印刷・バイオテクノロジー・電子部品・金融・建設・小売・観光：「永豐餘集團」の何壽川

### 自動車メーカー
- 自動車メーカー：「裕隆汽車」の嚴凱泰

### タイヤメーカー
- タイヤメーカー：「MAXXIS Tire（正新橡膠）」の羅結

### オートバイメーカー
オートバイメーカー
- 「キムコ（KYMCO）」の柯勝峯
- 「SYM」の張宏嘉
- 「Gogoro」

### 自転車メーカー
自転車メーカー
- 「ジャイアント・マニュファクチャリング（捷安特・GIANT）」の劉金標と羅祥安

### ガラスメーカー
ガラスメーカー
- 「台湾玻璃工業」の林伯豐

### 小売のメーカー
小売のメーカー
- 電子部品流通・小売：「聯強国際」の苗豐強・杜書伍
- 建設・金融・不動産・流通・小売・観光：「華泰建設」・「全聯福利中心」の林敏雄

### 食料品
- 小売・食料品メーカー：「義美食品」の高志明
- 食品製造・食料品加工・バイオテクノロジー・建設・教育・文化・流通・小売・観光・レジャー・娯楽・スポーツ・宅配便：「統一企業」の羅智先
- 電気通信・食料品メーカー：「康師傅」の魏(ウェイ)氏の兄弟など[137]。

### 金融
金融
- 「富邦金融控股股份有限公司」の蔡萬才（ツァイ・ワンツァイ）（富邦集團、蔡明忠・蔡明興兄弟の父）
- 「国泰金融控股股份有限公司」の蔡宏圖
- 「中国信託金融控股股份有限公司」の辜仲諒
- 「中華開発金融控股股份有限公司」の辜仲塋
- 「華南金融控股股份有限公司」の林明成
- 「新光金融控股股份有限公司」の吳東進
- 「台新金融控股股份有限公司」の吳東亮
- 金融・メディア・電気通信・不動産・文化・小売・レジャー・娯楽・スポーツ・建設：「富邦集團」の蔡明忠・蔡明興兄弟

### その他業界
- 運動靴OEM・ODM・電子部品・医療・観光・レジャー・娯楽・スポーツ：「寶成工業」の蔡其瑞
- 運輸・流通・教育・観光：「エバーグリーン・グループ（長栄集團）」の張栄発
- 運輸・製紙・電子部品・金融・流通・教育・文化・観光・レジャー・娯楽：「士林紙業萬海集團」の陳柏廷
- 建設・金融・不動産・通信・運輸・教育・文化・医療・流通・小売・観光・レジャー・娯楽：「遠雄企業集團」の趙藤雄
- 建設・金融・不動産・メディア・小売・観光：「聯邦集團」の林栄三
- 鉄鋼・建設・医療・教育・流通・小売・観光・レジャー・娯楽：「義大集團」の林義守

### メディア
- メディア・観光・娯楽・菓子メーカー：「中国旺旺控股有限公司」の蔡衍明（ツァイ・エンメン）。
- メディア・文化・娯楽：「三立電視」の林崑海